# 토론토 교통국
토론토 교통국(영어: Toronto Transit Commission, TTC)은 캐나다 온타리오주 토론토의 시내버스, 지하철, 노면전차, 장애인 보조교통을 운행하는 토론토시 산하 공공 대중교통 기관으로, 일부 버스는 필 지역과 요크 지역까지 운행한다. TTC는 토론토 지역에서 가장 오래되고 규모가 큰 대중교통 기관으로, 토론토와 인접한 다른 지역의 대중교통과 연결된다.
1849년에 소형 역마차 네 대로 시작한 토론토의 대중교통은 1921년에 토론토 교통국 설립을 거쳐, 현재 70개 역에 걸친 3개 지하철 노선과, 150개가 넘는 버스 노선, 9개의 노면전차 노선을 운행하고 있다. 2023년 기준, 7억 3,536만 명이 토론토 교통국의 대중교통을 이용했고 평일 기준 하루 평균 230만 명이 이용하는 캐나다 최대 규모의 대중교통 체계이다.
토큰과 티켓으로 요금을 지불하던 토론토 교통국은 오늘날 신용카드와 전자지갑을 도입하고 타 교통기관과 2시간 무료 환승을 도입하는 등 요금 체계를 개편하고 있고, 차세대 전기 버스를 도입하여 이산화탄소 배출량을 감소하고 있다. 한편 에글린턴 애비뉴와 핀치 애비뉴는 물론, 토론토 시내, 스카버러, 리치먼드힐 등 토론토 내외의 다양한 지역에 지하철 및 경전철 노선이 지어지고 있고, 버스전용차로를 도입해서 일부 버스 노선의 속도도 올리는 등 대중교통을 현대화하는 데 다양한 노력을 기울이고 있다.

## 역사

### 윌리엄스 옴니버스 (1849~1862)

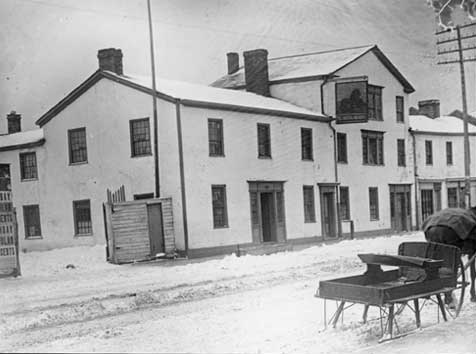
토론토의 첫 대중교통은 1849년에 세인트로렌스 시장과 레드 라이언 여관(위에 있는 1886년 사진)을 잇는 노선으로 시작되었다.

토론토가 도시가 된 건 1834년으로, 인구는 1만 명도 채 되지 않은 소도시였다. 당시 토론토에서 운행하던 대중교통은 킹스턴, 나이아가라, 배리, 런던으로 가는 역마차에 불과하였다. 시내를 이동하는 다른 교통수단이 없었기 때문에 말, 도보 또는 개인이 보유하는 마차로 이동하기에 충분하였다. 하지만 1841년에 들어서서 도시 인구가 21,000명으로 늘어나면서 1849년, 토론토에서 목가구를 제조하는 소목장인 버트 윌리엄스가 '옴니버스'라고 불리는 작은 6인승 역마차 네 대를 제작하여 킹 스트리트와 영 스트리트를 따라 세인트로렌스 시장에서 요크빌의 레드 라이언 호텔까지 운행하였다. 옴니버스는 도입 이후로 유명세를 타서 윌리엄스는 10인승 역마차를 제작하였다. 이후 옴니버스가 추가 도입되면서 두 도로를 따라 몇 분 간격으로 운행하였다.

### 토론토노면철도회사 (1861~1891)

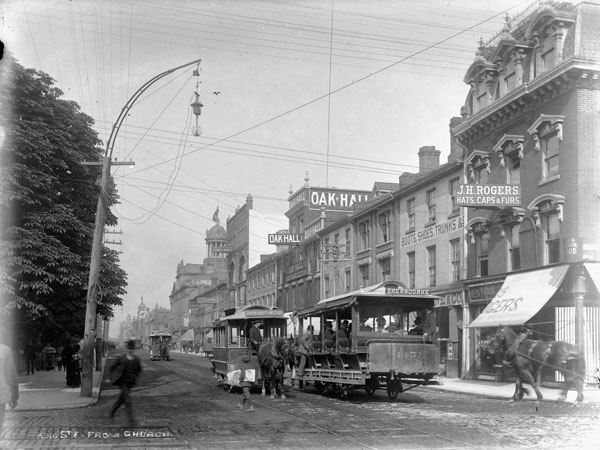
1890년 8월에 처치 스트리트를 따라 운행하는 토론토노면철도회사의 마차철도

윌리엄스의 옴니버스가 성공을 거두면서 1861년, 필라델피아에서 태어나 토론토에 정착한 알렉스 이스턴은 토론토에 노면철도를 짓기 위해 지역 상인들로 이루어진 단체를 꾸렸다. 뉴욕, 필라델피아, 보스턴으로 이미 여행을 갔다 온 이스턴은 노면철도 건설을 적극 지지하였으며 그의 새로운 '해든 카'(Haddon Car)라고 불리는 마차철도를 선보이고자 하였다. 1861년 3월 29일, 토론토 시의회는 이후에 토론토노면철도회사(Toronto Street Railway Company, TSR)로 알려진 이스턴의 단체에 30년 동안 노면전차를 운행할 권리를 제공하였다. 노면철도회사의 대표가 된 이스턴은 회사의 인부를 동원해 도로에 선로를 놓고, 1861년 9월 11일에 토론토의 첫 노면철도가 개통하였다.
이스턴의 첫 노선은 윌리엄스 옴니버스와 동일하게 킹과 영을 따라 세인트로렌스 시장에서 요크빌까지 운행하였다. 두 번째 노선은 1861년에 퀸 스트리트를 따라 영 스트리트에서 당시 던다스 스트리트(오늘날 오싱턴 애비뉴)로 알려진 곳에 있던 정신병원까지 운행하는 노선으로, 노면철도는 모두 말이 끄는 마차철도로, 마구간은 요크빌에 위치해있었다. 윌리엄스는 바퀴를 바꿔가면서까지 이스턴의 TSR에 경쟁하려고 하였지만, TSR의 지갑은 윌리엄스보다 더욱 두둑하였고, 차량도 옴니버스보다 더 컸고, 토론토 시의회의 지지를 받았기에 이에 대응하기에는 역부족이였다. 1862년, 윌리엄스는 자신의 모든 옴니버스 자산을 매각하고 원래 직업인 소목장으로 돌아갔다.
토론토의 특수한 궤간이 자리잡은 건 이 시기였는데, 마차철도가 오늘날의 표준궤인 1,435mm가 아닌 1,495mm 궤간에서 운행하는 이유는 확실한 바가 없지만 토론토 교통국에서 일하는 역사학자들에 따르면 증기 기관차가 노면철도와 같은 선로를 이용하는 것을 막기 위해서라는 설도 있고, 다른 학자에 따르면 이 궤간이 영국 마차 궤간이였기 때문에 전차 뿐만 아니라 도로를 이용하는 다른 마차들이 이 도로를 이용하는 데 유용했을 것이라고 추정하였다. 요크라고 불리던 토론토는 당시 '진흙탕 요크'(Muddy York)라고 불리던 시절에서 크게 벗어나지 못했고, 도로가 포장되기 전까지는 많은 개인 마차가 토론토의 비포장 도로를 지나기 위해 노면철도 선로를 이용하였다.
1870년대와 1880년대, 전기는 단순한 과학적 호기심에서 도시의 불을 밝히고 차량을 움직일 수 있는 동력으로 발전하였다. 영국에서 온 존 조셉 라이트는 영과 킹에 있는 작은 상점에서 전기를 가지고 실험하였는데, 직접 제조한 전구를 팔고 각종 상점과 공장에 불을 비출 전기를 팔고 있었다. 1883년, 라이트는 토론토전등회사(Toronto Electric Light Company)를 설립하고, 이후 시카고와 비슷한 테마로 열렸던 토론토산업박람회에서 선임 담당자가 라이트에게 전기 철도를 지을 것을 제안하였다. 라이트는 벨기에계 미국인 이민자이자 전기 설비 전문가인 찰스 밴 디풀의 도움을 받아 1883년 박람회에서 시범 전차 노선을 지으려고 하였지만 결과는 그닥 좋지 않았다. 라이트는 이듬해인 1884년에 다시 시도하였고, TSR의 킹-엑시비션선 스트론 애비뉴 종점에서 박람회장까지 시험선로를 짓는 데 성공하였다. 처음엔 집전 방식이 제3궤도였다가 이후 1885년에 전차 지붕 위에 트롤리 폴을 달고 운행하였다. 시험 노선은 1889년까지 운행하고 이후 중단되었지만, 토론토시는 전차 운행이 운행 비용 절감 뿐만 아니라 마차철도에 비해 친환경적인 교통수단인 점을 감안했을 때 전차 쪽으로 눈을 돌렸다.

### 토론토철도회사 (1891~1921)

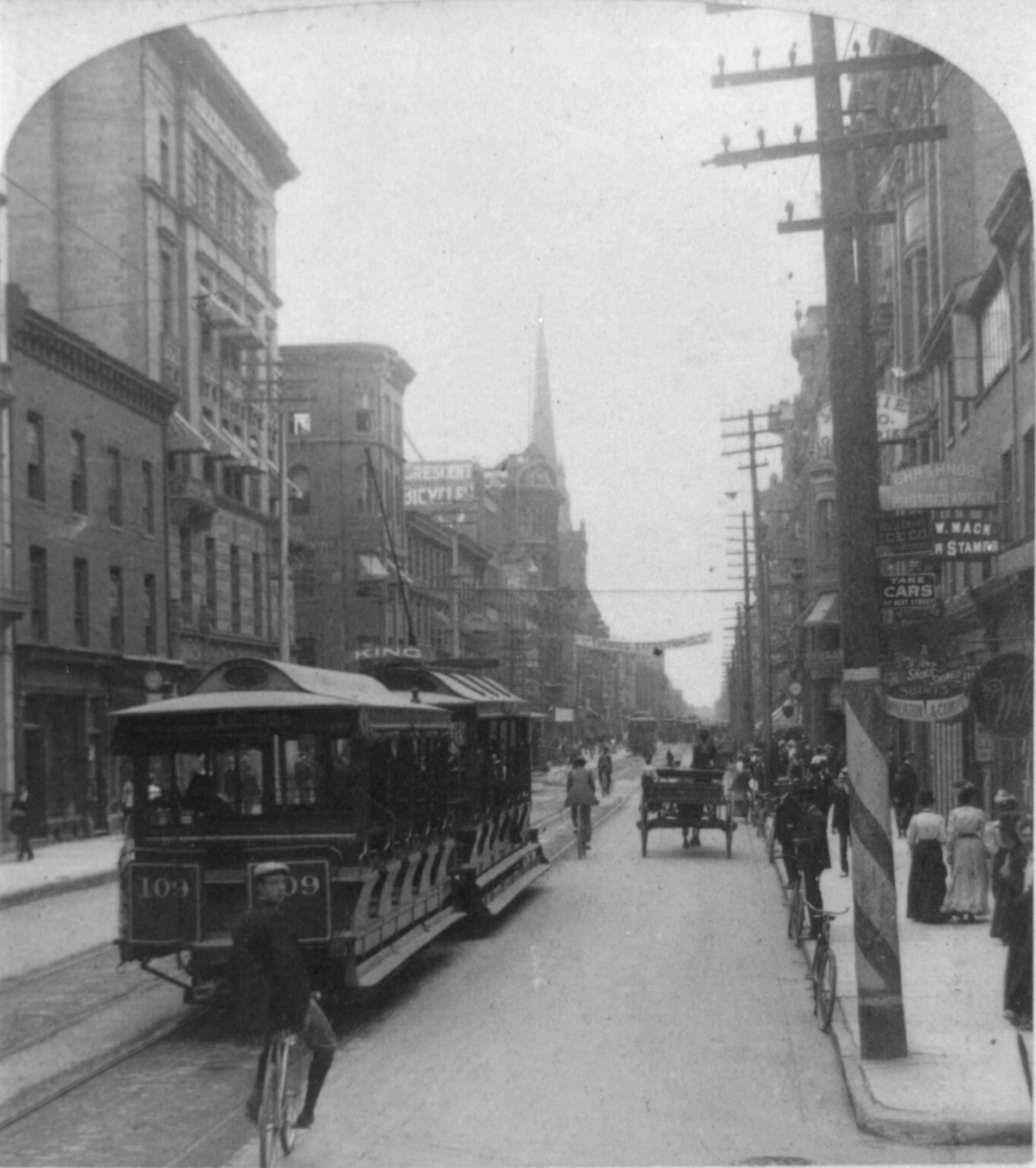
1900년에 킹과 영 스트리트에서 운행하던 토론토철도회사의 노면전차

토론토의 규모가 커지면서 TSR의 이용객 수도 늘어났다. 1861년에 44,000명이 이용하던 노면철도는 TSR의 운행 계약 기간이 만료되는 1891년에 들어서서 55,000명의 승객이 이용하였다. 1891년 5월 16일, 토론토시는 노면철도를 공영화하려고 하였지만 이는 시의 생각대로 이루어지지 못했다. 토론토시는 우선 TSR에게 가격을 제시하지 않고 운영권을 시에 건네줄 것을 요구하였다. TSR은 이에 대한 항의로 토론토의 노면철도 운행을 전면 중단하였다. 중재 끝에 상황은 진전되었고 5월 말에 140만 달러에 합의를 보고 공영 운행을 개시하였다. 하지만 토론토시는 몇 달 지나지 않아 노면철도를 직접 소유하고 운영하기에는 너무 위험하다고 판단하였다. 토론토 시의회는 기존에 있던 노면철도를 전철화하겠다고 공언한 새로운 사업가 컨소시엄에 30년 동안 노면철도 운영권을 주었고 이 컨소시엄은 토론토철도회사(Toronto Railway Company, TRC)로 발족하였다. TRC는 1891년 9월 1일에 운행을 시작하였고, 사업가들은 약속대로 1892년 8월 16일, 처치 스트리트에 새로운 전차 노선을 건설하였다. 이후 토론토의 마차철도는 모두 전철화되어 1894년 8월 31일, 도버코트를 따라 운행하던 마차를 마지막으로 자취를 감추었다.
토론토철도회사 대표는 윌리엄 매켄지로, 캐나다 북부 철도를 설립한 철도 산업의 거물이다. TRC 초창기에 매켄지는 몇 가지 혁신안을 제시하였고 그의 리더십은 대중의 마음을 사로잡았다. TRC는 5센트 요금을 유지하였고, 무료 환승은 물론 어린이와 학생들을 위한 할인 요금을 도입하였다. 요금은 집표원이 차내를 돌아다니면서 커피잔과 같은 요금통에 돈을 집어넣는 방식으로 진행되었는데, 오늘날처럼 버스나 노면전차에 오르면서 요금을 내는 방식을 1910년 12월에 도입하려 하였지만 승객들의 반대로 이는 무산되었다.
1893년부터 1904년까지, TRC는 교외 지역에 노면전차와 비슷한 차량으로 교외철도를 운행하였는데, 1893년에는 TRC가 레이크쇼어 로드를 따라 운행하는 토론토, 미미코 전기철도 및 조명회사(Toronto and Mimico Electric Railway and Light Company)를, 1895년에는 킹스턴 로드를 따라 운행하는 토론토, 스카보로 전기철도, 조명 및 전력회사(Toronto and Scarboro' Electric Railway, Light and Power Company)를 인수하였고, 1904년에는 두 교외철도가 토론토, 요크 교외철도(Toronto and York Radial Railway)로 소유권이 넘어가면서 11년 간의 TRC 교외철도 운행이 막을 내렸다.
1897년 5월 23일에는 노면전차의 일요일 운행이 주민투표 끝에 개시되었다. 당시 교회는 일요일에 노면전차가 운행하면 다른 스포츠 행사나 알코올 판매와 같이 일요일에 부적절한 활동으로 이어질 것이라며 우려를 표했는데, 주민투표에서는 일요일 운행안이 두 차례 부결되었고 세 번째에는 0.7% 차이로 통과되었다.

### 토론토시립철도 (1912~1921)
토론토철도회사의 운영권이 만료를 앞두면서 TRC는 자신들이 소유한 시설에 대한 유지 보수에 소홀해졌다. 매켄지는 토론토 노면전차보다는 캐나다 전체로의 철도 확장에 보다 신경을 썼고 대륙횡단철도를 짓는 데 적지 않은 돈을 투자하였기에 토론토 대중교통에 투자할 돈이 그렇게 많지는 않았다. 19세기 말, 토론토는 인접한 지자체를 토론토시로 흡수하였으며 토론토철도회사에 새로 편입한 지역에 노면전차를 운행할 것을 요구하였다. 하지만 TRC의 운영권이 갱신될 지 불투명한 상황에서 기존 운영권은 기존 토론토 지역에만 운영하도록 되어있고 새로 흡수한 지역은 해당되지 않는다며 회사 측은 이를 단칼에 거절하였고, 법원 또한 회사 측의 손을 들어주었다.
하지만 회사 측이 토론토시의 부탁을 거절하면서 토론토시는 TRC의 대중교통 운영권 갱신에 대해 부정적이었다. 하지만 운영권 만료가 10년이나 남은 상태에서 토론토시는 새로 흡수한 지역에 대중교통을 운행할 방법을 강구해야 했다. TRC가 새로운 지역으로 노면전차를 운행하지 않으면서 토론토시가 직접 운행을 맡기로 하였고, 이에 따라 토론토시립철도(Toronto Civic Railways)가 설립되어 댄포스, 이스트제럴드, 블루어웨스트, 세인트클레어, 랜즈다운에 전차 노선을 새로 깔았다. 새로운 전차 노선은 1921년 이후에 시내 노선과 통일될 점을 염두에 두어 궤간은 기존의 토론토 궤간인 1,495mm로 지어졌다.
토론토시의 결단으로 새로 흡수된 지역에 대중교통이 운행하였지만 웨스트토론토와 노스토론토가 토론토시로 흡수되면서 토론토 및 요크 교외철도, 토론토교외철도와 같은 외곽 지역의 노면전차를 물려받았다. 토론토시립철도가 각각 별도의 요금을 징수하는 네 개의 노면전차 체계로 나뉘면서 토론토 내 대중교통 요금은 2센트에서 15센트까지 천차만별이였다. 토론토시는 TRC의 운영권이 1921년에 만료되는 대로 네 개의 체계를 하나로 통합할 계획이었다. 1920년 1월 1일, 토론토 시민들은 주민투표에서 모든 노면전차를 시가 관리하는 하나의 체계로 통일하는 방안에 찬성하였고, 1921년 9월 1일, 토론토시가 소유하고 운영하는 토론토교통국(Toronto Transportation Commission, TTC)이 발족하였다.

### 토론토 교통국 초창기 (1920~1950)

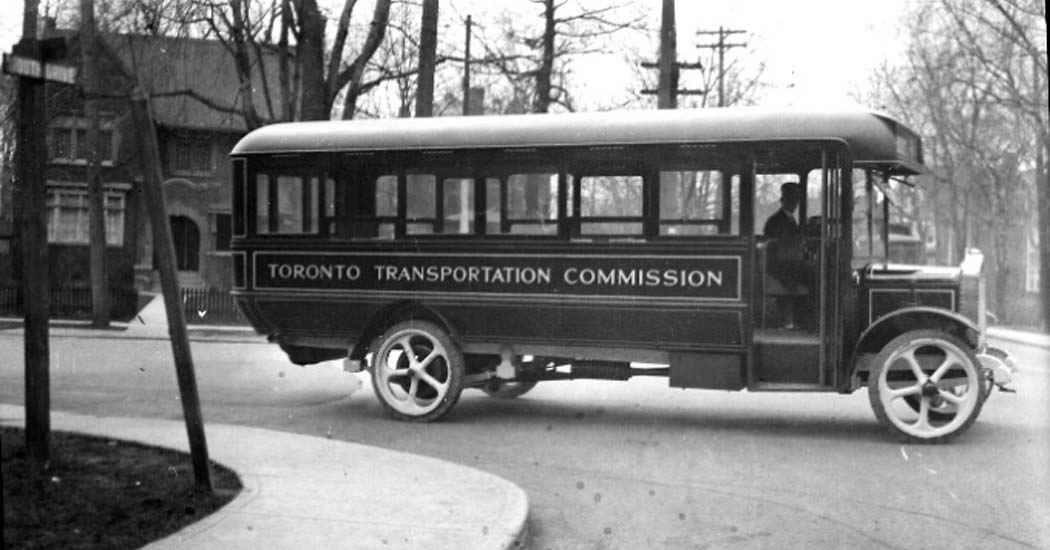
1923년에 요크빌에서 운행하던 토론토 교통국 버스

1920년대는 토론토 교통에 있어서 중요한 시기로, 토론토철도회사와 토론토시립회사를 하나의 체계로 통합하는 데 적지 않은 노력을 기울였을 뿐만 아니라, TTC는 운영권이 만료되는 관계로 시설 개선에 별다른 관심이 없었던 TRC로부터 오래된 설비를 물려받아 이를 개선하는 게 시급하였다. 수십 킬로미터의 선로를 개량하고, 575대의 철제 피터 위트 노면전차를 구매하는 등 장비 교체가 다수 이루어졌다. TTC는 토론토교외철도를 포함한 다른 교외철도로부터 운영권을 흡수하였고 1927년에 들어서서 토론토의 모든 노면전차는 TTC가 운영하였다.
경제 전성기는 1929년 대공황과 함께 막을 내렸지만 TTC는 승객이 20% 감소하는 데 그치고 계속해서 기존 시설을 개량하였다. 1938년, TTC는 미국의 대중교통 회사 대표들이 늘어나는 자가용에 맞서 직접 디자인한 사장단회의위원회(Presidents' Conference Committee, PCC) 전차를 구매하였다. PCC 차량은 엄청난 성공을 거두었는데, 2차 세계대전으로 대중교통 승객 수는 더욱 늘어났다. 이후 TTC는 신형 버스를 구매하였고 지하철 건설을 위한 설계에 들어갔다.
1942년, 토론토 교통국은 퀸과 영 스트리트에 지하 노면전차를 짓는 방안을 제안하였는데, 1946년에 영 스트리트에 지하철을 놓고 퀸 스트리트에는 지하 노면전차를 건설하는 방안이 주민투표에서 통과하였다. 영 지하철은 1949년에 착공하였다.

### 광역 토론토 (1950~1980)

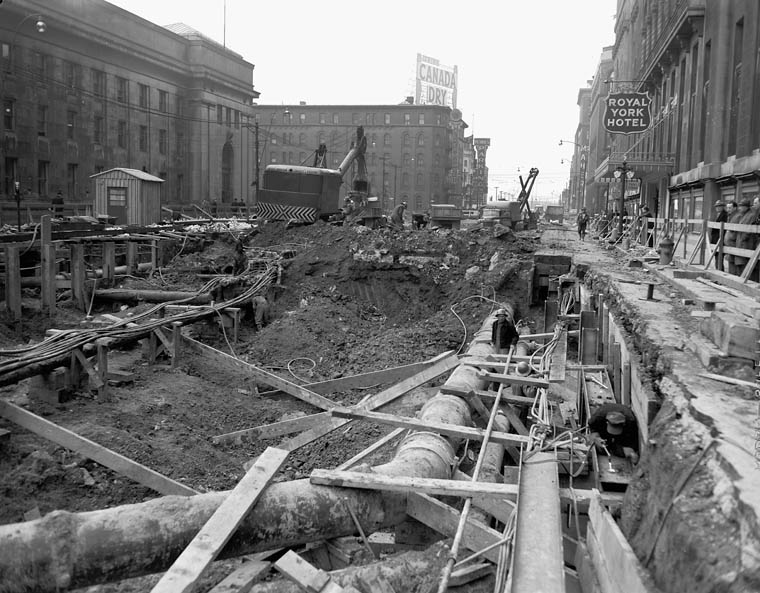
1950년 유니언역에 지어지는 영 지하철 건설 모습

1950년대 초반, 토론토는 20년 간 지속된 경기 침체와 전쟁이 끝나고 도시가 교외로 확장하면서 기간 시설 투자와 비용의 적절한 분담을 위해 온타리오주는 1954년 1월 1일 토론토와 12개 교외 지자체를 광역토론토지자체(Municipality of Metropolitan Toronto)로 재편하였다. 토론토교통국 또한 통합시 소관이 되면서 영어 명칭도 Toronto Transit Commission으로 변경되었다. 새로 재편한 교통국은 기존 지역보다 7배 넓은 지역을 담당해야 했다. 이후 온타리오주의 지자체 개편은 계속해서 이루어졌는데, 1967년에는 7개의 작은 교외 지자체가 인접한 지자체로 통폐합되었고, 1998년에는 기존에 통합시와 지자체 두 단계로 운영되던 광역토론토지자체는 단층 지자체인 토론토시로 바뀌었지만, TTC는 통합시 산하 기관이었기 때문에 지자체 개편 이후로 별로 바뀐 건 없었다.
재편 석 달 이후, 토론토 교통국은 캐나다의 첫 지하철을 개통하였다. 영 스트리트를 따라 에글린턴 애비뉴에서 유니언역까지 이어진 이 노선은 개통하자마자 큰 성공을 거두었고, 곧바로 연장 계획으로 이루어졌다. 첫 번째 지하철 노선은 승객이 지불한 요금으로 모두 충당하였지만, 버스 운행 규모가 네 배로 늘어나고 수익이 나지 않는 교외 지역에도 버스를 운행해야 했기에 지하철 연장 비용을 충당하기에는 역부족이었다. 도시는 대중교통이 확장하는 속도보다 더 빠르게 성장하였고, 이에 따라 일반 시민들은 대중교통보다는 자가용을 선호하였다. 지하철 연장 비용을 충당하는 데 통합시 뿐만 아니라 온타리오주도 동참하였고, TTC의 모든 건축 사업은 결국 세금으로 충당되었다. 하지만 토론토 지하철은 그에 맞게 연장되었다.
토론토 교통국은 1972년까지 운행 비용에서 흑자를 창출해냈지만 통합시 의회가 외곽 지역의 의원들로 대부분 구성되어 있는 관계로 교통국은 통합시 외곽 지역에서 시내 지역으로 이동하는 승객들이 지불하던 추가 요금을 없애고 단일 요금제로 바꾸면서 상황이 달라졌다. 1980년대 말에 들어서서 토론토 교통국의 연간 운영 비용은 250억 달러에 도달했고 북미에서 대중교통 운영에 대한 정부 지원금을 가장 적게 받는 기관이 되었다.
지하철 연장은 계속 이루어졌지만 반면 토론토의 노면전차는 설 자리를 잃게 되었는데, 교통국은 노면전차가 현 시대에는 맞지 않는 구닥다리 교통수단이라고 생각하면서 1980년까지 모든 노면전차 노선의 운행을 중단할 계획을 세웠다. 1970년대 후반, 스파다이나 고속도로와 자동차 위주의 도시 발전에 대한 지속적인 시위 끝에 지역 주민들은 교통국에 노면전차는 토론토 시내에 있어서 꼭 필요한 교통수단이라는 점을 전달하였다. TTC는 1972년에 노면전차 폐선 정책을 철회하였고 로저스 로드 노면전차가 이 정책으로 폐선된 마지막 노선이었다. 교통국은 로저스 로드에 쓰이던 노면전차를 신차로 교체할 때까지 유지 보수하였다.

### 쇠퇴와 재기 (1980~)

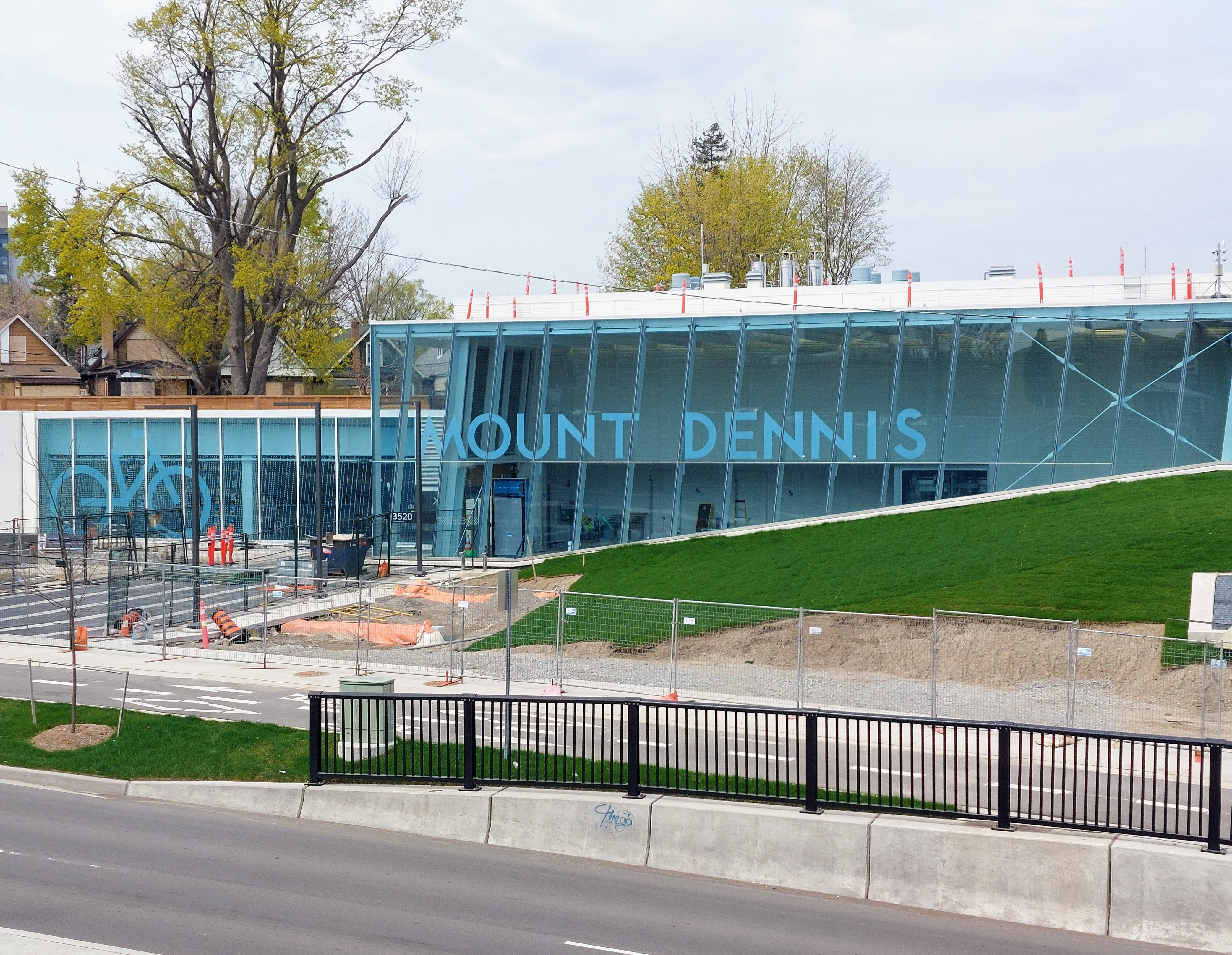
2023년 4월에 공사 중인 5호선 에글린턴 마운트데니스역 모습

1970년대와 80년대 토론토 교통국은 북미에서 모범이 되는 교통기관으로 자리잡았으며 1979년부터 1990년까지 교통국은 안전과 디자인에 있어서 여러 상을 수상받았다. 1990년대부터는 지하철 건설에 대한 정치적인 논쟁, 경기 침체와 예산 삭감, 토론토에서 인구가 급성장하는 지역에 대중교통을 발빠르게 운행하지 못한다는 점을 극복하지 못하고 승객 수가 역대 최고치인 연간 4억 6천만 명에서 20% 가량 감소하였다. 이후 1995년 8월에 듀폰트역과 세인트클레어 웨스트역 사이에서 지하철 추돌에 따른 사망 사고가 발생해 지하철 안전이 최저점에 다다랐다. 이 사고는 기관사의 운전 미숙, 유지 보수 기준 미달과 안전 장치의 빈틈이 원인으로 꼽히고 있다.
토론토 교통국은 이를 극복하기 위해 미국 뉴욕과 필라델피아의 교통기관 이사로 지내면서 좋은 평을 받은 데이비드 건을 새로운 이사로 선임하였다. 교통국의 예산은 여전히 부족하였는데, TTC는 여전히 북미에서 가장 적은 대중교통 지원금을 받고 있었지만 그 와중에도 대중교통을 개선하기 위해 적극 노력하였다. 1997년 9월 27일, 토론토는 운행이 중단된 지 31년 만에 스파다이나에 노면전차 운행을 재개하였고 셰퍼드 지하철과 하버프론트 노면전차도 개통하였다.
2000년대 이후, 토론토 교통국은 여전히 부족한 예산 문제로 미래에 대한 고민이 깊은 편이지만 온타리오주와 연방 정부가 경전철이나 지하철 연장 등 대중교통 확충에 대해 꾸준히 투자를 하면서 교통국은 또 한 번의 재기를 꿈꾸고 있는 상황이다. 2017년에는 1호선 영-유니버시티가 다운즈뷰역 (오늘날 셰퍼드 웨스트역)에서 본 메트로폴리탄 센터역까지 연장되었고, 5호선 에글린턴, 6호선 핀치 웨스트, 온타리오선, 스카버러 지하철 연장과 워터프론트 이스트 경전철까지 다양한 노선이 공사 중에 있거나 구상 중이다. 한편 1985년에 지어진 3호선 스카버러는 2023년 7월에 운행이 중단되어 스카버러 지하철 연장이 이루어질 때까지 셔틀버스가 운행 중이다.

## 체계
토론토 교통국은 일반 교통수단으로는 토론토의 지하철, 시내버스, 노면전차를 운행하고, 이 외에도 휠트랜스(Wheel-Trans)라는 거동이 불편한 교통약자를 위한 보조교통을 운행하고 있다.

### 시내버스
시내버스는 토론토에서 가장 많은 승객을 실어나르는 교통수단이다. 2024년 기준 토론토 교통국에는 28개의 심야버스 노선을 포함해 총 192개의 버스 노선이 운행 중이다. 2023년 기준, 토론토의 시내버스는 연간 3억 6,204만 명의 승객을 수송하였고 평일에 하루 평균 113만 7천 명이 버스를 이용하였다. 버스 노선은 도시 전체에 걸쳐 운행하고 지하철과 노면전차로 손쉽게 갈아탈 수 있으며, 갈아탈 때 무료로 환승할 수 있다. 지하철역 다수는 역 안에 버스 터미널이 있고 일부는 노면전차 터미널이 있어서 별도의 요금 지불이나 승차 태그가 필요하지 않다. 2022년 기준, 토론토 교통국에는 총 2,061대의 버스가 있으며, 차량 종류는 디젤, 하이브리드, 배터리로 운행하는 전기차와 가솔린 등이 있다. 버스 길이는 총 네 가지인데, 일반 버스는 12m, 굴절 버스는 18m, 미니버스는 8m나 6m이다. 미니버스를 제외한 모든 버스는 교통약자 승객이 이용할 수 있는 저상버스로, 모든 버스 전면에는 자전거를 싣고 갈 수 있는 자전거 거치대가 장착되어 있다.
토론토의 시내버스는 다음과 같이 나뉜다.
- 7번에서 189번 버스는 일반 버스로, 대부분 월요일부터 토요일까지 오전 6시부터 다음 날 오전 1시 30분까지, 일요일에는 오전 8시부터 다음 날 오전 1시 30분까지 완행으로 운행하는 버스이다. 일반 버스 중에서 일부 버스는 늦은 저녁 시간대에는 운행하지 않거나 주말에는 운행하지 않는 등 일부 시간대에만 운행하는 경우가 있다.
- 200번대 버스는 계절편으로, 주로 날씨가 따뜻한 여름철에 토론토 동물원, 블러퍼스 공원이나 체리 호수욕장과 같은 토론토의 관광명소로 이어지는 셔틀버스이다.[47]
- 900번대 버스는 급행 버스로, 노선 일부나 전체 구간에 걸쳐 주요 교차로에 위치한 버스 정류장에만 정차하는 버스 노선이다.[48]
- 300번대 버스는 심야 버스인 블루 나이트 버스로, 지하철이 운행하지 않는 심야 시간대에만 운행한다.[45]
- 400번대 버스는 커뮤니티 버스로, 주로 동네를 돌면서 슈퍼, 커뮤니티 센터, 양로원과 같은 주요 목적지로 실어나르는 버스로, 지정된 버스 정류장 뿐만 아니라 노선 상 어느 지점에서든 승하차할 수 있는 버스이다.[49]

### 지하철

토론토 지하철 노선도 (2023년 8월 기준)

토론토의 지하철은 세 개 노선으로 이루어져 있다.
- 1호선 영-유니버시티(Line 1 Yonge―University)는 캐나다에서 처음 개통한 토론토의 U자형 남북축 지하철 노선으로 1954년에 처음 개통하였고 2017년에 마지막으로 연장되었다.
- 2호선 블루어-댄포스(Line 2 Bloor―Danforth)는 토론토에서 두 번째로 개통한 동서축 지하철 노선으로 1966년에 개통하였고 1980년에 마지막으로 연장되었다.
- 4호선 셰퍼드(Line 4 Sheppard)는 토론토에서 네 번째로 개통한 동서축 지하철 노선으로 2002년에 개통하였다.

1985년에 개통한 토론토 스카버러 지역의 중형철도수송시스템으로 운행했던 3호선 스카버러는 노선의 수명이 다한 관계로 2023년부터 운행이 중단되었다.
토론토의 세 지하철 노선은 총 678량의 차량이 4호선 셰퍼드에서는 4량 1편성, 1호선 영-유니버시티와 2호선 블루어-댄포스에서는 6량 1편성으로 운행 중이며, 세 노선은 따로 운행하지만 차량기지 인입을 위한 인입선을 통해 서로 연결되어 있고, 같은 기술을 사용한다. 전동차는 각각 1호선과 4호선에서는 토론토 로켓 차량이, 2호선에서는 T시리즈가 운행 중이다. 3호선 스카버러는 S시리즈 차량 28대가 4량 1편성으로 운행 중이며, 다른 세 노선과는 궤간과 기술이 달랐기 때문에 별도로 관리되었다. 토론토 교통국은 시간이 지나면서 S시리즈 차량의 유지 보수에 어려움을 겪었고, 2023년 11월에 운행을 중단할 계획이었다. 하지만 2023년 7월 24일에 3호선 스카버러에서 탈선 사고가 일어나면서 이 노선은 조기 폐선되었다.
모든 지하철 노선은 월요일부터 토요일까지 오전 6시에서 다음 날 오전 2시까지 운행하며, 일요일에는 오전 8시부터 다음 날 오전 2시까지 운행한다. 지하철이 운행하지 않는 심야 시간대에는 지하철이 유지 보수 작업을 위해 운행이 중단되며, 이 사이에 토론토 전역에 '블루 나이트'(Blue Night)라 불리는 300번대 심야버스와 심야전차가 최대 30분 간격으로 운행한다.

### 노면전차

토론토 노면전차 노선도 (2024년 1월 기준)

토론토의 노면전차는 북미에서 몇 남지 않은 전차 체계로, 19세기 중반부터 오늘날까지 계속 운행하고 있다. 토론토에 운행하던 노면전차 노선 다수는 버스로 전환되었지만, 토론토에 남은 11개의 전차 노선은 토론토 시내와 온타리오호를 따라 운행하고 있다. 세 개 노선은 전 구간에 걸쳐 전용 선로를 따라 운행하고 있고, 한 개 노선은 일부 구간만 전용 선로로 운행하고 있고, 나머지 노선은 일반 도로를 따라 버스처럼 운행하고 있다. 2019년부터 토론토의 노면전차는 휠체어와 교통약자 승객들이 이용할 수 있도록 플렉시티 아웃룩 저상 전차로 운행하고 있다.
토론토의 노면전차는 시내 구간의 지상 대중교통 대부분을 차지하고 있으며, 토론토에서 가장 바쁜 지상교통 노선 5개 중 3개는 노면전차 노선이다. 2023년 기준 토론토 노면전차의 연간 승차량은 7,162만 명이고, 평일 기준 하루 평균 21만 1천 명이 노면전차를 이용하였다.
토론토의 노면전차 노선은 500번대로, 선로 보수 공사나 지하철 공사와 같이 전차가 운행할 수 없는 부득이한 상황에서는 셔틀버스가 운행하며, 셔틀버스 또한 같은 노선 번호로 운행한다. 지하철이 운행하지 않는 심야 시간대에는 네 개의 전차 노선이 심야버스와 같이 300번대 노선 번호를 달고 최대 30분 간격으로 운행하고 있다.

### 보조교통
휠트랜스(Wheel-Trans)는 거동이 불편한 장애인이나 노약자를 위해 장애인 콜택시로 출발지에서 목적지까지 직접 수송해주는 토론토의 보조교통으로, 신체적 장애가 있거나 단거리를 이동하는 데 불편함을 겪고 있는 승객은 TTC에 문의하여 휠트랜스에 가입할 수 있다. 휠트랜스에 가입한 승객은 TTC 휠트랜스 홈페이지나 전화를 통해 사전에 버스나 택시를 예약할 수 있다. 휠트랜스는 토론토 시내에서만 이용할 수 있으며, 요금은 일반 TTC 요금과 동일하다.

## 시설

### 역과 정류장

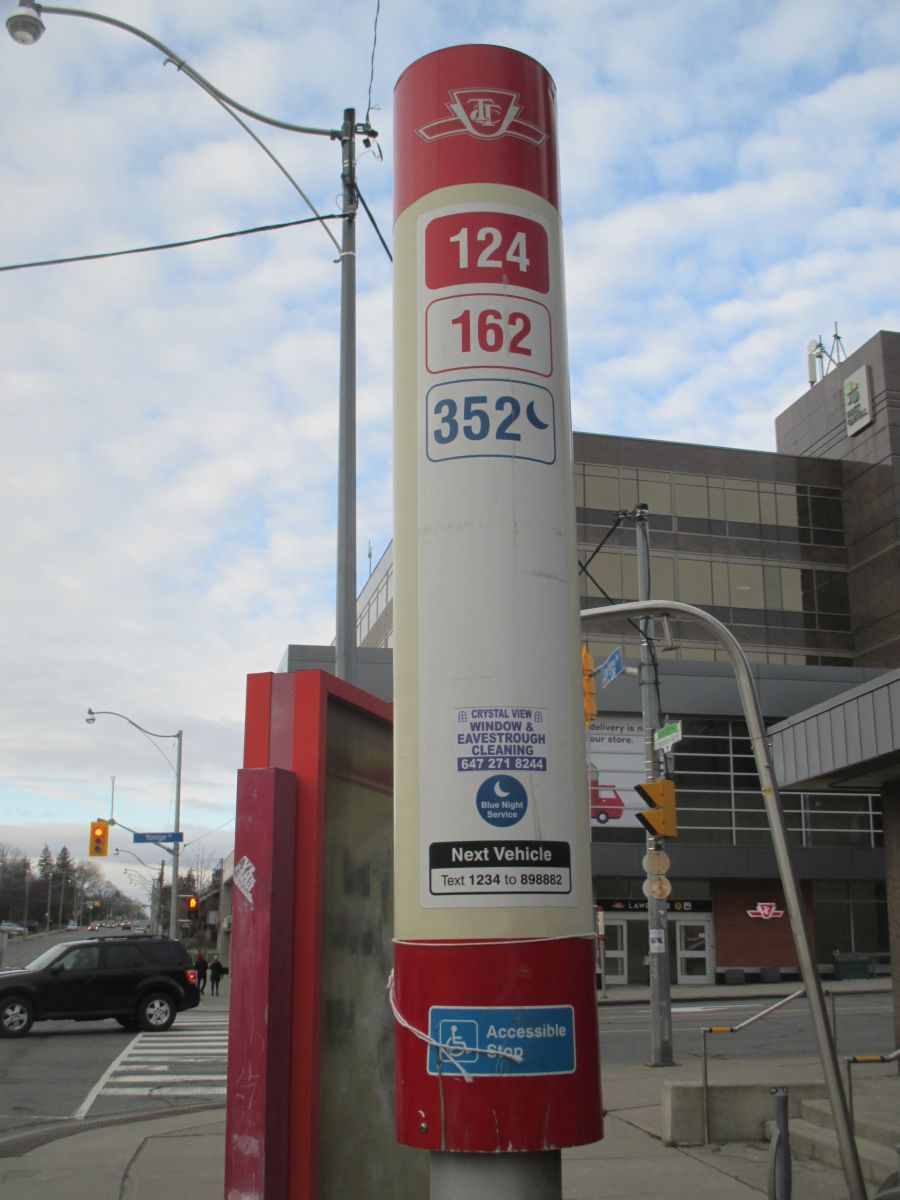
TTC의 버스 및 노면전차 정류장에는 어떤 노선이 정차하는 지 알려주는 안내판이 있다.

토론토 교통국의 대부분 지상 노선은 루프형 회차점이나 도로변, 지하철역에서 종착한다.
지하철역은 토론토 교통국의 지하철 뿐만 아니라 다양한 버스와 노면전차로 갈아탈 수 있는 주요 환승 거점 역할을 하며, 모든 역에는 프레스토 카드 자동판매기와 안내 데스크가 있으며, 와이파이도 이용이 가능하다. 2024년 3월 기준 69개 지하철역 중에서 53개역에 엘리베이터가 설치되어 있고, 일부 역에는 소매점은 물론 간단한 음식과 음료를 파는 패스트푸드 체인점이나 빵집 등이 입점해있다. 또한 종착역이나 다른 주요 지하철역에는 화장실이 개찰구 내부에 위치해있으며, 이에 따라 TTC 요금을 지불한 상태에서만 이용 가능하다. 또한, 핀치역이나 셰퍼드웨스트역과 같은 외곽의 주요 지하철역에는 환승 주차장과 역으로 마중 나오는 차량을 위한 대기 공간이 마련되어있다. 지하철역 승강장은 상대식이나 섬식 승강장이고, 승강장에는 전광판에 다음 열차가 언제 도착하는지, 그 외에도 뉴스나 광고, 날씨 등 각종 정보가 표시되어 있다.
TTC는 역 개찰구 내에 위치한 요금 지불 구역에서 별도의 환승 표나 태그의 필요 없이 지하철에서 버스, 노면전차로 갈아탈 수 있도록 하는 북미에서 몇 안 되는 대중교통 기관 중 하나이다. 이에 따라 요금 지불 구역 내에서 버스나 노면전차의 뒷문 승차가 가능하며, 종이 환승표의 사용을 줄이고, 버스 운전사가 승객이 요금을 냈는지 확인할 필요가 줄어든다. 역 밖 도로에서 요금을 내지 않고 요금 지불 구역으로 들어가는 것이 적발되면 최대 425달러의 범칙금이 부과될 수 있다.
버스와 노면전차 정류장은 대부분 지상에 위치해있으며, 정류장에는 빨간색과 흰색 바탕의 표지판이 있으며, 토론토 교통국 로고와 정차하는 버스 노선, 버스 정류장 번호와 휠체어 승객이 이용할 수 있는 정류장인지 정보가 나와있다. 정류장 다수에는 벤치와 통유리로 지어진 쉼터로 비나 눈을 피할 수 있으며, 쓰레기통도 마련되어 있다. 일부 버스 및 노면전차 정류장에는 다음 버스나 전차가 언제 오는 지 알려주는 태양광 전광판이 마련되어있다. 토론토의 버스 정류장은 벨 미디어의 계열사인 아스트랄 미디어와 토론토시 교통과인 토론토교통서비스(Toronto Transportation Services)에서 유지 보수를 맡고 있다.

### 차고지 및 차량기지

#### 버스 및 노면전차

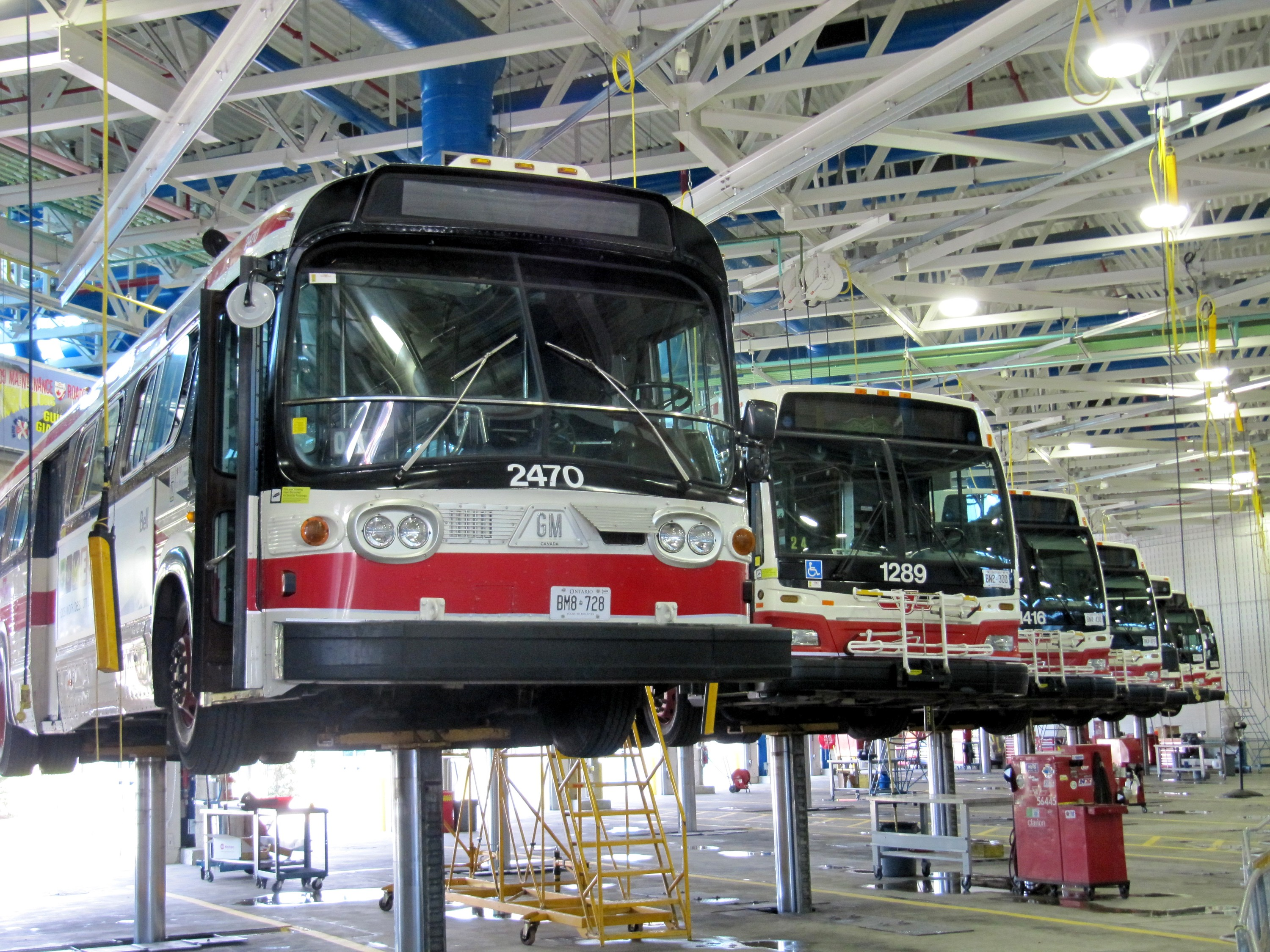
마운트데니스 차고지

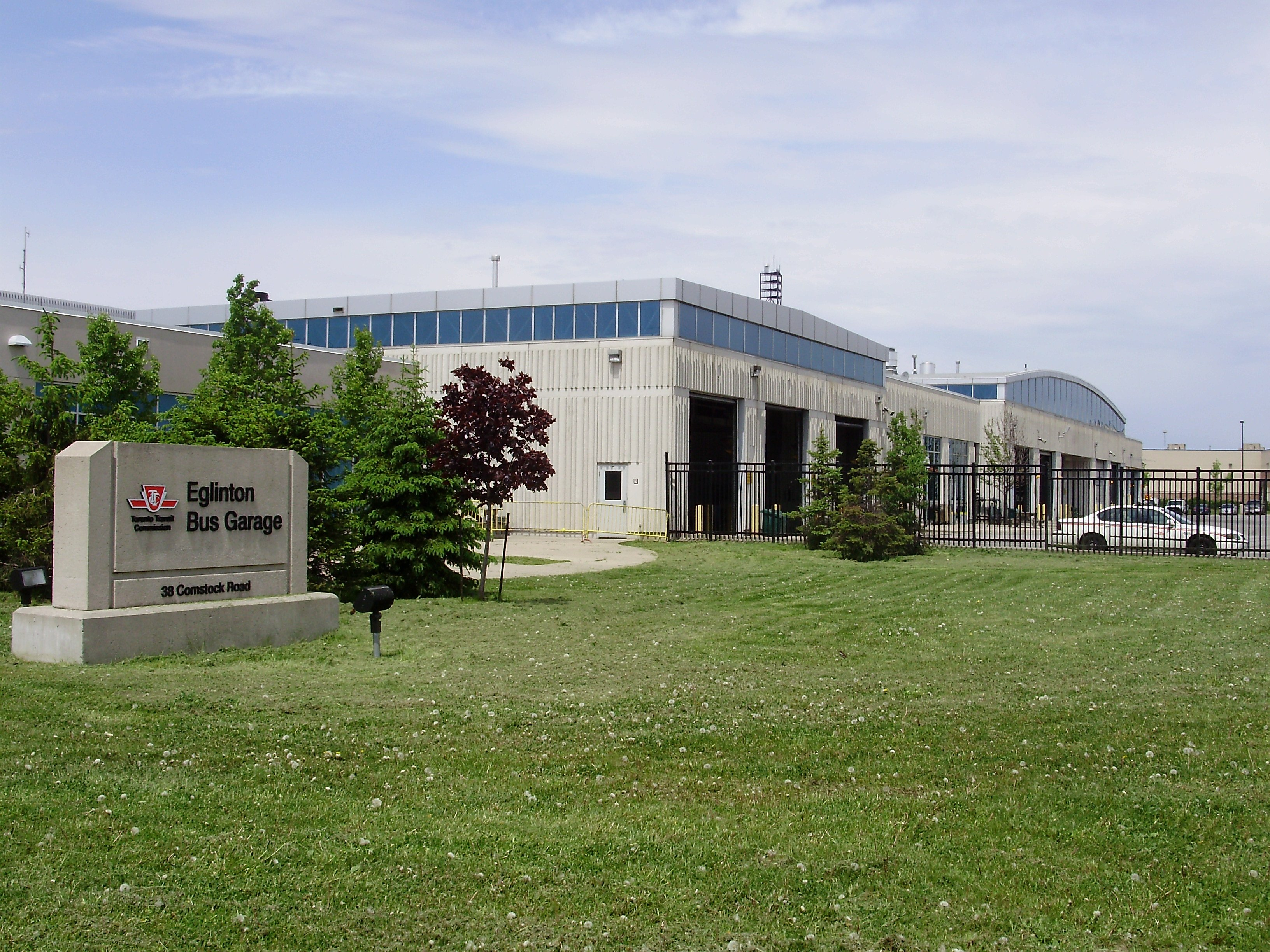
에글린턴 차고지

토론토의 버스와 노면전차는 도시 곳곳에 위치한 차고지 및 차량기지에서 관리하고 있으며, 버스와 노면전차와 같은 지상 노선은 운행 지역에 따라 구역이 나뉜다. 각 구역에서는 관리자, 당직 이동 감독관, 통신센터와 해당 지역의 차량과 경로를 관리하는 차고 시설이 있다. 토론토 교통국의 차고지와 차량기지는 다음과 같다.
- 러셀 차량기지(Russell Carhouse): 러셀 차량기지는 토론토 시내 동부의 퀸 스트리트와 코노트 애비뉴에 위치한 노면전차 차량기지로, 1913년에 토론토철도회사의 도색공장으로 개장하였고, 이후 1924년에 토론토 교통국이 노면전차 차량기지로 재건축하였다.[68]
- 레슬리 차량기지(Leslie Barns): 레슬리 차량기지는 토론토 시내 동부의 레이크쇼어 블루버드와 레슬리 스트리트에 위치한 노면전차 차량기지로, 2015년 11월 22일에 개장한 이 차량기지는 토론토의 신형 전차인 플렉시티 아웃룩을 유지 보수하는 곳이다. 4.33 에이커 (17,500 m2) 규모의 이 차량기지는 내부에 30대, 외부에는 100대의 전차를 수용할 수 있으며, 기존에 힐크레스트 단지에서 진행하던 노면전차 유지 보수 작업을 이제 여기에서 실시하고 있다.[69]
- 레이크쇼어 차고지(Lakeshore Garage): 레이크쇼어 차고지는 토론토 시내 동부의 커미셔너스 스트리트에 레이크쇼어 로드와 돈밸리 및 가디너 고속도로 사이에 위치한 버스 차고지이다. 1980년 1월 4일에 개장한 이 차고지는 시외버스 회사인 그레이 코치 라인스의 주요 차고지였던 셔본 차고지를 대체하기 위해 지어졌다. 7 에이커 (28,000 m2) 규모의 이 차고지는 휠트랜스 보조교통과 커뮤니티 버스 차량이 쓰고 있으며, OBI 오리온 II, 오버랜드 ELF 차량이 이 차고지에 주박한다.[70]
- 론세스베일 차량기지(Roncesvalles Carhouse): 론세스베일 차량기지는 토론토 남서부의 론세스베일 애비뉴와 퀸 스트리트 북쪽에 위치해있다. 론세스베일은 1895년 1월 22일에 토론토철도회사가 개장한 노면전차 차량기지로, 토론토에서 가장 오래된 차량기지이다.[71]
- 마운트데니스 차고지(Mount Dennis Garage): 마운트데니스 차고지는 토론토 서부의 에글린턴 애비뉴와 웨스턴 로드에 위치한 버스 차고지로, 2008년 11월 23일에 개장하였다. 253,759 제곱피트 (23,575.0 m2) 규모의 이 차고지에는 40 피트 (12 m) 및 60 피트 (18 m) 겸용 리프트 16대, 일반 세차대 4대, 스팀 세차대 1대가 구비되어있다. OBI 오리온 VII LF 하이브리드, DBNA - 오리온 VII LF 하이브리드 37대, PTRA 캐털리스트 BE40 BEV 25대, 노바버스 LFS 60102 굴절버스 55대, NFI XDE-40 85대, NFI XDE-60 2대가 주박하고 있다.[72]
- 맥니콜 차고지(McNicoll Garage): 맥니콜 차고지는 토론토 북동부의 케네디 로드와 맥니콜 애비뉴에 위치한 버스 차고지로, 2021년 3월 18일에 개장하였다. 29,000 m² 규모의 이 차고지에는 세차대 두 대, 주유대 두 대, 40 피트 (12 m) 리프트 7대, 60 피트 (18 m) 리프트 3대, 사무실, 보조 작업 구역 등이 구비되어있고, 노바버스 LFS 40102 일반 버스와 굴절 버스를 총 250대까지 수용할 수 있다.[73]
- 맬번 차고지(Malvern Garage): 맬번 차고지는 토론토 북동부의 셰퍼드 애비뉴와 마컴 로드에 위치한 버스 차고지로, 1983년 7월 21일에 개장하였다. 228,000 제곱피트 (21,200 m2) 규모의 이 차고지에는 세차대 두 대, 주유대 두 대, 40 피트 (12 m) 리프트 12대와 60 피트 (18 m) 3대, 주행 장치 점검을 위해 사람이 아래로 들어가서 검수할 수 있는 검수 피트 4개가 마련되어있다. 2023년 3월 기준, 이 차고지에는 DBNA - 오리온 VII LF 하이브리드 162대, 노바버스 LFS 60102 굴절버스 21대, 노바버스 LFS 40102 하이브리드 74대가 주박하고 있다.[74]
- 버치마운트 차고지(Birchmount Garage): 버치마운트 차고지는 토론토 동부의 버치마운트 애비뉴와 댄포스 로드에 위치한 버스 차고지로, 1956년 6월 1일에 기존에 홀린저 버스회사의 차고지였던 우드바인 차고지를 이전하면서 개장하였다. 89,500 제곱피트 (8,310 m2) 규모의 이 차고지에는 세차대 두 개, 주유대 두 개, 40 피트 (12 m) 리프트 10대와 검수 피트 4개가 마련되어있다. 2023년 4월에는 전기 버스를 충전할 수 있는 팬터그래프가 달린 충전소가 설치되었다. 2023년 10월 기준 노바버스 LFS 40102 DSL 212대, NFI X-E40 BEV 10대가 이 차고지에 주박하고 있다.[75]
- 애로우 로드 차고지(Arrow Road Garage): 애로우 로드 차고지는 토론토 북서부의 애로우 로드 서쪽, 셰퍼드 애비뉴와 핀치 애비뉴 사이에 위치한 버스 차고지로, 1988년 11월 17일에 개장하였다. 230,000 제곱피트 (21,000 m2) 규모의 이 차고지에는 세차대 두 개, 디젤 주유대 두 개가 있으며, 40 피트 (12 m) 리프트 12대와 60 피트 (18 m) 리프트 2대, 검수 피트 4개가 마련되어있다. 2021년 9월 기준 노바버스 LFS 40102 47대, LFS 40102 하이브리드 181대, LFS 60102 굴절버스 36대와 뉴플라이어 XE-40 BEV LF 차량 25대가 이 차고지에 주박하고 있다.[76]
- 에글린턴 차고지(Eglinton Garage): 에글린턴 차고지는 토론토 동부의 콤스톡 로드에 위치한 버스 차고지로, 파머시 애비뉴와 워든 애비뉴 사이에 있고, 2002년 3월 31일에 댄포스와 구 에글린턴 차고지를 대체하여 개장하였다. 이 차고지에는 세차대 두 개, 주유대 두 개, 바깥에 주박한 버스를 위한 난방 장치, 40 피트 (12 m) 리프트 14대와 검수 피트 4개가 구비되어있다. 2023년 2월 기준, 이 차고지에는 노바버스 LFS 40102 237대, BYD K9M 10대가 주박하고 있다.[77]
- 윌슨 차고지(Wilson Garage): 윌슨 차고지는 토론토 북부의 다운즈뷰 전 캐나다 공군기지 근처에 위치해있으며, 1976년 3월 14일에 개장하였다. 230,000 제곱피트 (21,000 m2) 규모의 차고지에는 세차대 두 대, 디젤 충전대 두 대, 검수 피트 3대가 구비되어있다. 276대의 버스를 수용할 수 있는 이 차고지에는 DBNA - 오리온 VII LF 하이브리드 19대, DNBA - 오리온 VII LF 217대, 노바버스 LFS 60102 굴절버스 22대가 주박하고 있다. 이 차고지 부지는 지하철 차량기지로도 같이 쓰고 있다.[78]
- 퀸스웨이 차고지(Queensway Garage): 퀸스웨이 차고지는 토론토 남서부의 에반스 애비뉴에 위치해있으며 1966년 1월 23일에 개장하여 기존의 파크데일 차고지를 교체하였다. 125,000 제곱피트 (11,600 m2) 규모의 차고지에는 세차대 한 대, 디젤 주유대 한 대, 40 피트 (12 m) 리프트 열네 대가 마련되어있다. 퀸스웨이에는 OBI 오리온 VII LF 디젤 171대, 노바 LFS 40102 52대가 주박하고 있다.[79]
- 힐크레스트 단지(Hillcrest Complex): 토론토 시내 북쪽의 배서스트 스트리트와 대번포트 로드에 있는 힐크레스트 단지는 토론토 교통국에서 가장 큰 시설로, 버스와 노면전차의 주박 및 간단한 정비 뿐만 아니라 중검수, 보수 작업과 차량의 도색 및 도장을 맡는 대규모 정비 시설이다.[80] 힐크레스트 단지는 또한 토론토 교통국의 교통관제센터가 위치해있다. 130 헥타르 (1,300,000 m2) 규모의 힐크레스트 단지는 1924년 3월 13일에 경마장 부지를 매입하여 정비 시설로 개장하였고, 오늘날까지 TTC의 주요 시설로 100년 넘게 활용하고 있다.[81]

#### 지하철

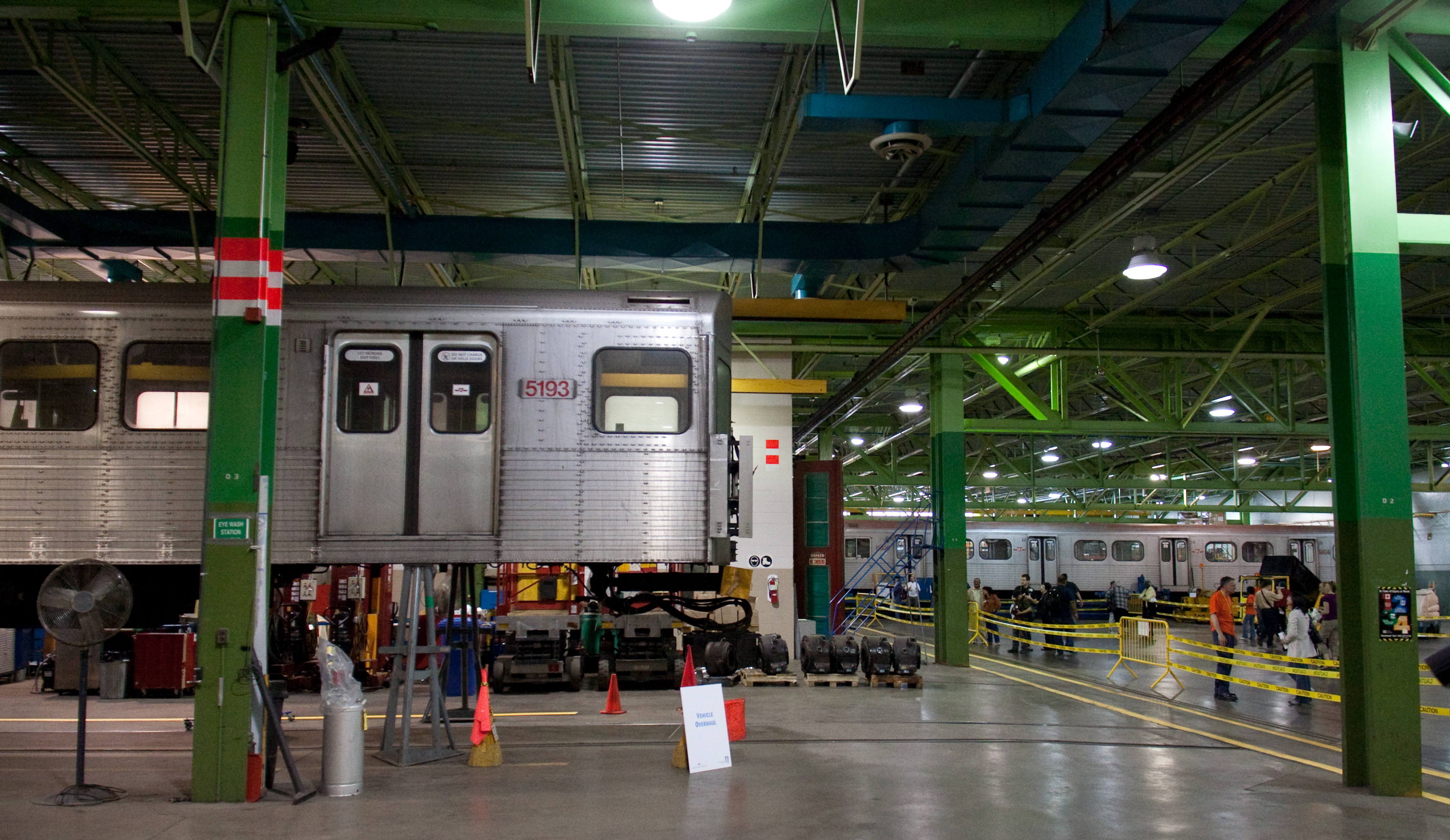
2호선 차량이 주박하는 그린우드 차량기지

토론토 지하철은 노선별로 이용하는 차량기지가 다르며, 지하철 차량기지는 다음과 같다.
- 데이비스빌 차량기지(Davisville Yard): 데이비스빌 차량기지는 토론토에서 가장 오래된 지하철 차량기지로, 토론토 지하철이 처음으로 개통한 1954년에 개장하였다. 이 기지는 이름 그대로 데이비스빌역 바로 옆에 위치해있으며, 토론토 교통국의 본부도 이곳에 위치해있다. 데이비스빌 차량기지는 1호선 영-유니버시티 및 4호선 셰퍼드 열차가 주박하고, 전동차 유지 보수 시설이 구비되어있다.[82]
- 그린우드 차량기지(Greenwood Yard): 그린우드 차량기지는 던랜즈역과 그린우드역 사이에 위치한 차량기지로, 1966년에 2호선 블루어-댄포스가 개통하면서 개장하였다. 그린우드에는 2호선 열차가 주박하고 전동차의 유지 보수도 책임진다.[83]
- 빈센트 주박선(Vincent Yard): 빈센트 주박선, 또는 킬역 근처에 있다고 해서 킬 주박선으로 불리는 이곳은 1966년에 2호선이 개통하면서 그린우드 차량기지와 같이 개장하였지만, 그린우드와 달리 보수 시설이 없었던 나머지 필요성이 저조해져 1978년에 운행이 중단되었다. 하지만 교통국은 2011년부터 1호선의 본 연장을 앞두고 이 주박선을 다시 활용하기로 하고 2014년 8월에 착공하여 2017년 6월에 완공하였다. 지금은 2호선 열차가 이 선로에 주박하고 있다.[84]
- 윌슨 차량기지(Wilson Yard): 윌슨 차량기지는 윌슨 차고지와 같은 곳에 위치해있으며, 1978년 1월에 1호선이 윌슨까지 연장 개통하면서 개장하였다. 윌슨 차량기지에는 1호선 열차가 주박하고, 전동차 유지 보수 시설이 구비되어있다.[78]

이 외에도 지금 지어지고 있는 경전철 노선인 5호선 에글린턴은 에글린턴 차량기지에서, 6호선 핀치 웨스트는 핀치 차량기지에서 유지 보수할 예정이다.

### 본부

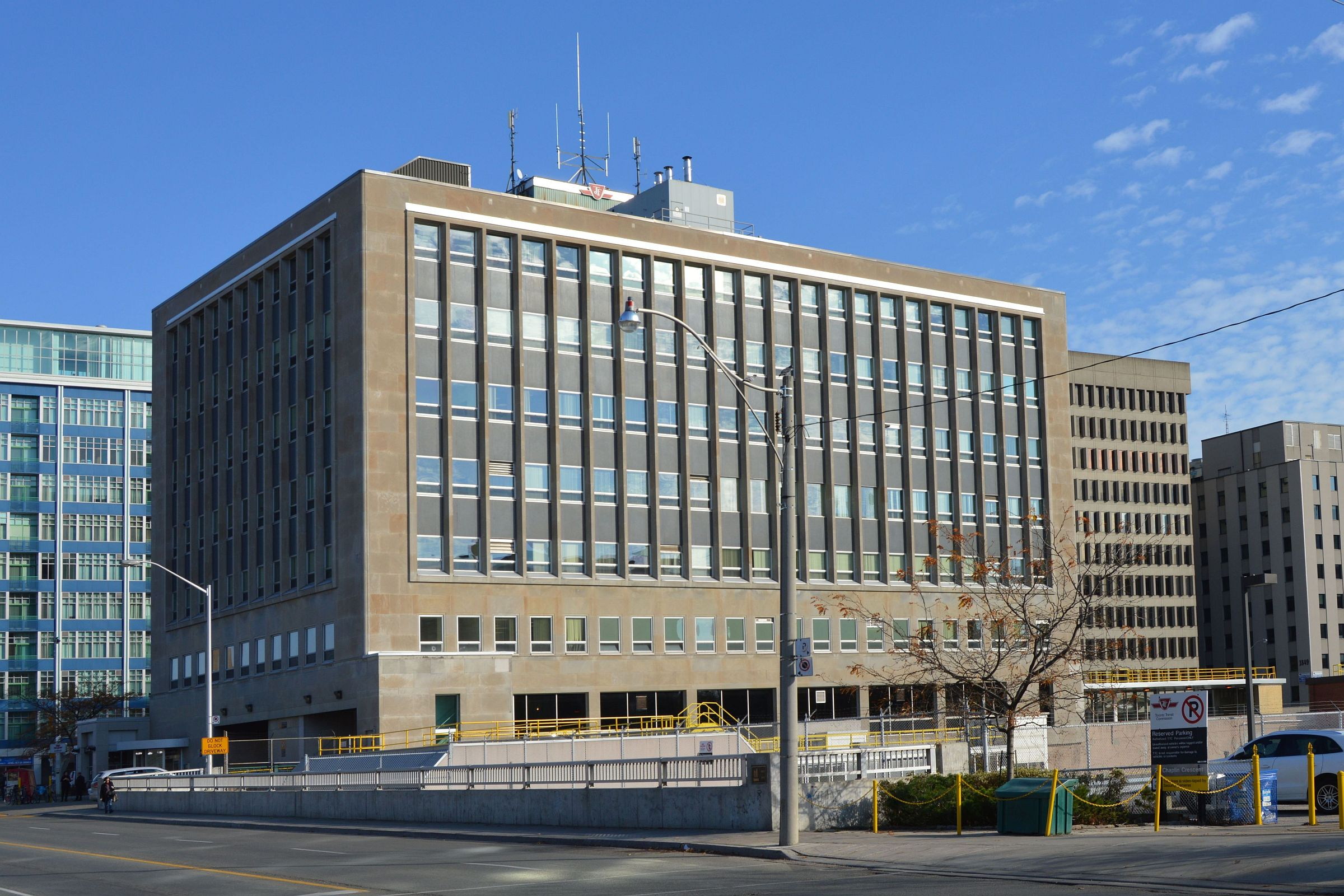
데이비스빌역 옆에 위치한 토론토 교통국 본부 건물인 맥브라이언 빌딩

토론토 교통국의 본부는 영 스트리트 1900번지에 위치한 윌리엄 맥브라이언 빌딩(William McBrien Building)으로, 찰스 돌핀이 설계한 이 건물은 1958년 2월 7일에 데이비스빌역 바로 위에 개장하였다. 7층 건물인 이 건물은 영 지하철 개통 직후에 숨을 거둔 TTC 이사 윌리엄 C. 맥브라이언의 이름을 따서 지어졌다. 본부 1층에는 TTC의 고객서비스센터가 위치해있으며, 평일 오전 8시 30분부터 오후 4시 30분까지 개장하며, 주말과 공휴일에는 휴무한다.
맥브라이언 빌딩은 길이 50m, 폭 28m이고 바닥면적이 11,000 m²이다. 외부는 온타리오주 퀸스턴에서 채석한 석회암으로 만들어졌고, 1층 로비에는 밝은 갈색 이탈리아 대리석이 늘어서있다. 지상층에는 또한 데이비스빌역의 버스 터미널과 지하철역 입구가 있으며, 건물은 현재 7층에서 향후 10층으로 확장할 수 있도록 설계되었다.
맥브라이언 빌딩이 문을 열기 전에, TTC 본부는 영과 프론트 스트리트에 있는 전 토론토무역위원회 건물에 자리잡았는데, 이 건물은 1890년에 지어지고 1958년에 철거되었다. 교통국은 점점 규모가 커지면서 1928년부터는 다른 사무실 공간을 찾아봐야 했고, 1953년부터는 장비 구매, 안전, 연구, 엔지니어링과 같은 기능은 힐크레스트 단지의 J. G. 잉글리스 빌딩으로 이전하였다. 1958년에는 행정, 법무 및 재무 부서가 맥브라이언 빌딩으로 이전하였다.

### 기타 고객 서비스
토론토 교통국의 요금과 노선 등에 대해 궁금한 사항이 있는 경우에는 ARS 전화인 1-416-393-4636를 통해 24시간 문의할 수 있으며, 상담원과의 연결이 필요한 경우 매일 오전 8시부터 오후 6시까지 운영하며, 공휴일에는 휴무한다. 청각장애인을 대상으로 한 릴레이 서비스는 1-800-855-0511로, 평일 오전 8시부터 6시까지 운영하며, 공휴일에는 휴무한다. 엘리베이터 가동 여부가 궁금한 경우 엘리베이터 서비스 번호인 1-416-539-5438을 통해 매일 24시간 문의할 수 있다. 토론토는 영어 외에도 다른 언어를 구사하는 사람들이 많은 만큼 다국어 서비스를 제공하고 있으며, 요금과 노선에 대해 궁금한 경우 매일 오전 8시부터 오후 6시까지 1-416-393-4636에 전화한 다음 0번을 누른 다음, 자신이 원하는 언어를 영어로 얘기하면 (예를 들면 한국어는 Korean) 해당 언어로 대중교통 정보를 확인할 수 있다.
토론토 교통국 이용에 있어서 칭찬, 불만 사항이나 제안할 내용이 있다면 TTC 홈페이지나 교통국 본부, 위 청각장애인 릴레이 번호, 또는 고객센터 전화번호인 416-393-3030을 통해 매일 오전 7시부터 오후 10시까지 문의할 수 있으며, 공휴일에는 휴무한다.
토론토 교통국의 버스나 지하철, 노면전차 및 역 내부에서 잃어버린 분실물을 보관하는 분실물 보관소가 베이역에 위치해있으며, 분실물 보관소는 평일 오전 8시부터 오후 5시까지 개장하며, 주말과 공휴일에는 휴무한다. 분실물 보관소에 전화로 문의하고자 하는 경우 평일 정오부터 오후 5시까지 1-416-393-4100으로 문의할 수 있으며, 공휴일에는 휴무한다.
교통국의 버스나 노면전차를 특별한 행사를 위해 대여하고자 하는 경우 평일 오전 8시 30분부터 오후 4시 30분까지 1-416-393-7880에 전화해 문의할 수 있으며, 이메일로 문의할 수도 있다.
휠트랜스 버스편을 예약하고자 하는 승객은 1-416-393-4222에 전화하거나 휠트랜스 홈페이지를 통해 예약할 수 있으며, 고객센터는 1-416-393-4111번이다.

### 접근성

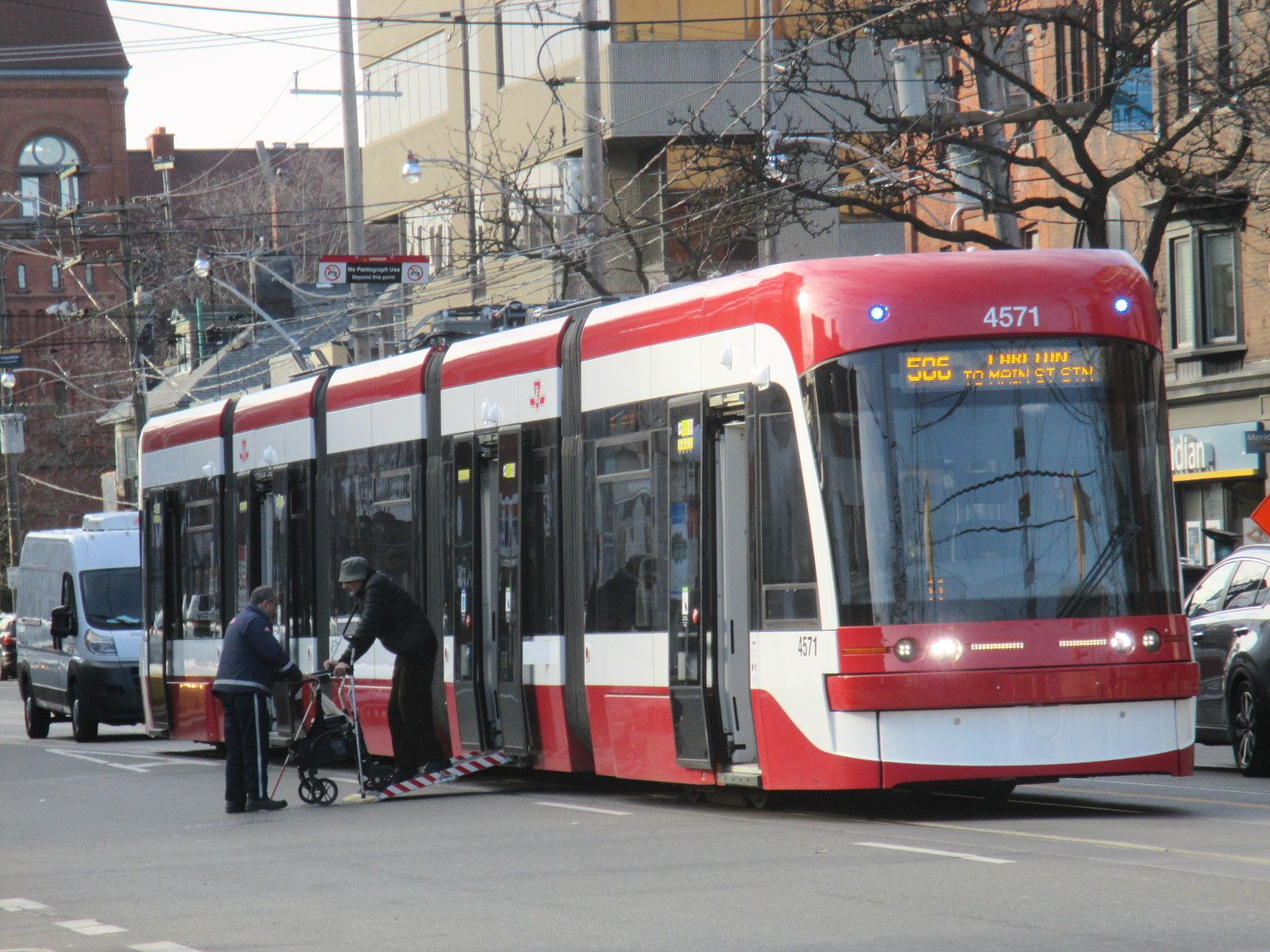
노약자의 저상 전차 승차를 돕고 있는 전차 운전사

토론토 교통국의 모든 버스와 노면전차는 휠체어나 전동스쿠터가 이용할 수 있으며, 모든 지하철 전동차 또한 노약자, 장애인 등 교통약자가 이용할 수 있으며, 절반 이상의 지하철역에 엘리베이터가 설치되어있다.
우선 지하철에서는 지하철역 절반 이상이 지상에서 지하철 승강장까지 엘리베이터가 설치되어있고, 일반 버스 또는 휠트랜스로 갈아탈 수 있다. 이 역들은 보통 개찰구가 휠체어나 전동 스쿠터가 지나갈 수 있도록 넓은 개찰구가 있고, 미닫이식 자동문이 설치되었고, 표지판도 눈에 띄게 설치되었다. 휠체어, 스쿠터나 기타 이동 장치를 이용하는 승객은 모든 지하철 칸을 이용할 수 있으며, 각 차량에는 좌석, 손잡이, 노란색 비상 경보 스트립 또는 당김 손잡이가 구비되어있다. 전동차 안에서 휠체어 및 스쿠터 전용석을 찾는 가장 쉬운 방법은 차량 외부에 표시된 파란색과 흰색 표시를 찾아 해당 문에서 전동차에 탑승하는 것으로, 비슷한 표시가 전동차 내부에도 위치해있다. 시각장애인, 저시력자 및 청각장애인 고객의 이용을 위해 지하철 승강장 가장자리에 노란색 타일이 설치되어있고, 승강장 가운데 바닥에 길찾기 경로가 나와있고, 지하철 문이 열리거나 닫힐 때 알림 소리가 들리고 점멸등이 깜빡이며, 해당 지하철 차량의 종착역과 다음 역을 알리는 안내방송, 색 대비가 분명한 계단, 지정대기구역(DWA)에 설치된 점자 및 돌출글자, 역에서 나오는 안내방송 등이 있다.
버스는 심야버스와 커뮤니티 버스를 포함한 모든 버스가 휠체어와 스쿠터 승객을 위한 램프가 장착된 저상버스로, 이동 기기가 접근이 가능한 지 확인하려면 버스 정류장에 있는 파란색 휠체어 기호를 확인하면 된다. 모든 버스는 앞문이 열릴 때 이 노선이 어떤 노선인지, 그리고 종점은 어디인지 자동 안내방송이 나온다. 이 행선지 정보는 또한 버스의 앞면, 측면과 후면에도 나와있다. 이 행선지 정보가 보이지 않거나, 들리지 않는다면 버스 기사에게 물어볼 수도 있다. 모든 버스는 앞문에 램프가 설치되어 있으며, 앞문을 밑으로 내릴 수도 있다.
노면전차 정류장 대부분은 휠체어나 스쿠터 승객도 이용할 수 있지만, 일부 승차가 불가능한 정류장도 남아있다. 보조기기를 위한 고상 승강장이 없는 경우에는 두 번째 문에서 더 쉽게 접근할 수 있도록 경사 램프가 내려온다. 승차 직후에는 교통약자 전용석에 기기를 고정하면 되며, 하차가 필요하면 일반 하차벨이나 코드가 아닌 파란색 하차벨을 누르면 된다. 버스와 노면전차 둘 다 교통약자의 승차를 돕기 위해 필요에 따라 운전사가 직접 내려와서 승하차를 도와준다.
2005년에 입법된 온타리오주 장애인 접근성법(AODA)에 따라 토론토 교통국은 모든 차량에 장애인 우선석을 지정하였으며, 장애가 있거나 신체적 제약이 있는 승객을 위해 법에 따라 이 좌석을 양보해야 하지만, 우선 좌석에 앉아 있는 장애인 승객은 다른 장애인 승객을 위해 자리를 옮길 필요는 없다. 전동차, 버스 및 전차 내 파란색으로 지정된 좌석은 장애인 우선석으로, 장애인이나 몸이 불편한 다른 교통약자에게 자리를 양보하지 않는 승객은 과태료 235달러가 부과될 수 있다.

### 주차장
TTC는 대중교통으로 갈아타는 승객들을 위해 15개 지하철역에 환승 주차장을 운영하고 있다. 주차장은 평일 오전 5시부터 오전 2시까지 유료로 개방하고, 주말과 공휴일에는 무료로 이용할 수 있다. 지하철이 운행하지 않는 오전 2시부터 오전 5시까지는 역 주차장을 이용할 수 없다. 주차 요금은 동전, 비자, 마스터카드, 아메리칸 익스프레스 또는 그린 P 모바일 페이 앱을 통해 지불할 수 있다. 요금은 역마다 다르지만 보통 하루에 5달러에서 7달러 수준이다. 주차장이 있는 지하철역은 다음과 같다.
- 1호선: 셰퍼드 웨스트, 요크데일, 윌슨, 파이어니어빌리지, 핀치, 핀치 웨스트, 하이웨이 407
- 2호선: 빅토리아파크, 워든, 이즐링턴, 케네디, 키플링, 킬
- 4호선: 돈밀스, 레슬리

## 요금
토론토 교통국의 요금은 단일 요금제로, 토론토시에서 이동할 때 별도의 추가 요금 없이 하나의 요금을 지불한다. 현금, 교통카드인 프레스토 카드, 일회용 티켓인 프레스토 티켓, 신용카드, 직불 카드, 전자지갑 등으로 지불할 수 있다. 교통카드가 나오기 이전에 존재하던 성인용 토큰, 학생, 노인용 티켓, 1일권, 주말 이용권은 더 이상 판매하지 않지만, 여전히 요금으로 지불할 수 있다.

### 현금
현금 승차 시에는 캐나다 달러로 지불해야 하며, 만 20세 이상 64세 이하 어른은 $3.35, 만 13세 이상 19세 이하 청소년은 $2.40, 만 65세 이상 노인은 $2.30, 만 12세 이하 아동은 무료로 승차할 수 있다. 지하철역에서는 개찰구 근처에 있는 안내데스크에서 현금을 지불하고 안내데스크 옆 개찰구를 지날 수 있다. 전차와 버스를 탑승할 때에는 요금함에 현금을 집어넣으면 되고, 잔돈은 거슬러주지 않는다. 휠트랜스도 요금은 동일하며, 보호자와 동승하는 경우에는 보호자가 TTC에서 발급한 보호자 신분증이 있는 경우 무료로 탑승할 수 있다.

### 프레스토 카드

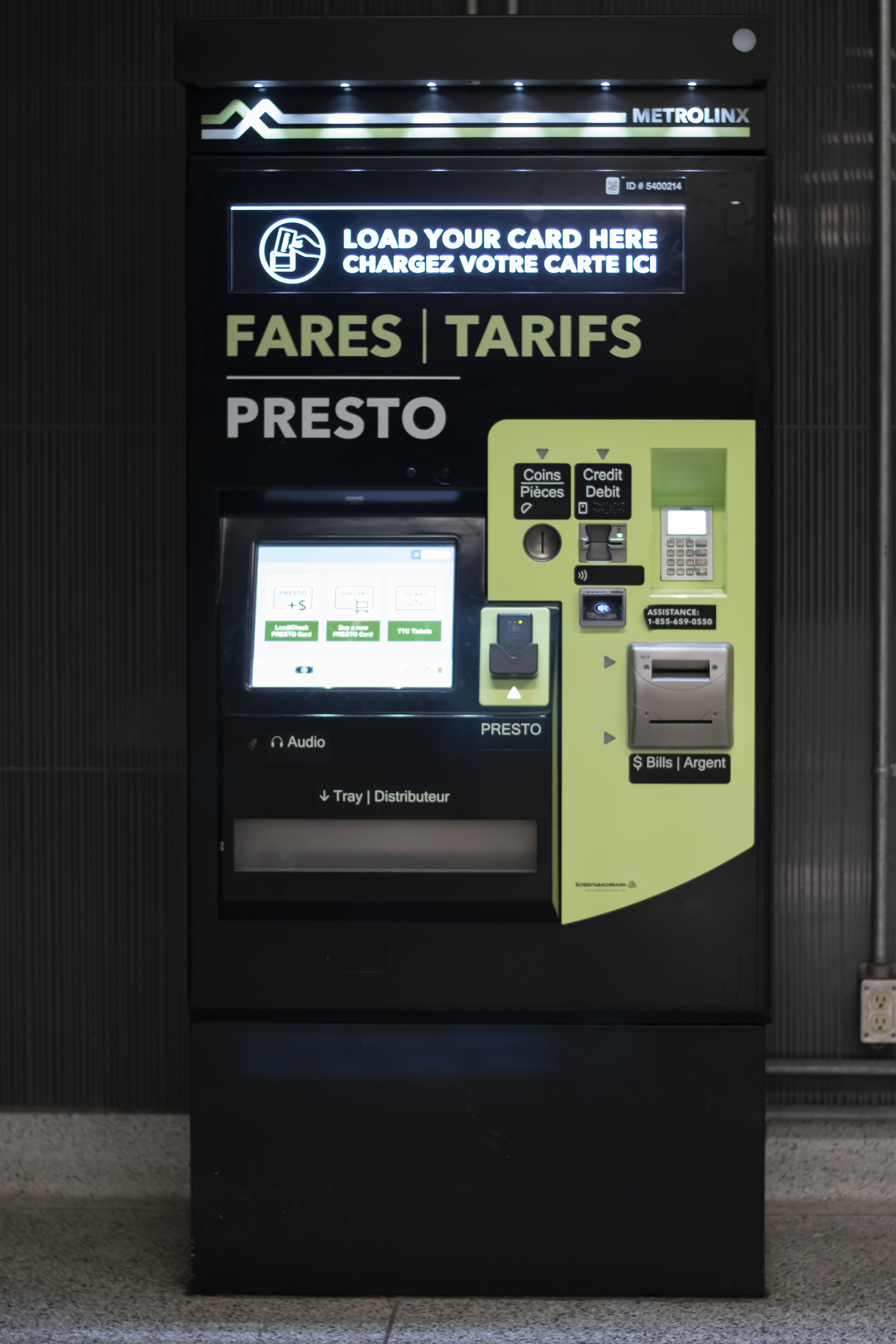
빅토리아파크역에 설치된 프레스토 카드 자판기

프레스토 카드는 토론토 교통국 뿐만 아니라, GO 트랜싯, 유니언 피어슨 급행과 토론토 및 해밀턴 지역의 8개 대중교통 기관은 물론 오타와의 OC 트랜스포에서 이용할 수 있는 선불 교통카드로, 프레스토 카드를 통해 성인 요금은 물론, 노인, 청소년, 아동, 대학생 할인 요금과 저소득층을 위한 페어패스(Fair Pass) 할인 요금도 지불할 수 있다. 프레스토 카드는 4달러에 구매할 수 있고, 토론토의 모든 지하철역과 로블로스, 쇼퍼스 드러그 마트, 슈퍼스토어 등지에서 구매할 수 있으며, 프레스토 카드 홈페이지에서도 주문할 수 있다.
프레스토 카드의 충전 유형에는 크게 두 가지가 있는데, 하나는 잔액을 충전하여 카드를 찍을 때마다 일회권 요금이 차감되는 방식이고, 다른 하나는 정기권을 충전하여 한 달 동안 무제한으로 대중교통을 이용할 수 있는 방식이다. 프레스토 카드에 잔액을 충전해서 일회권 요금을 지불할 경우, 어른은 $3.30, 청소년은 $2.35, 노인은 $2.25가 차감되고, 만 12세 이하 아동은 무료로 승차할 수 있다. 정기권은 1개월과 12개월로 나뉘는데, 1개월 정기권은 어른은 $156, 청소년과 노인은 $128.15를 지불해야 하고, 12개월 정기권은 12개월 동안 매달 자동이체로 요금을 지불하는 방식으로, 어른은 $143, 청소년과 노인은 $117.45를 지불해야 한다. 1개월 정기권은 해당 달 첫날로부터 12일 이전부터 해당 달 8일까지 구매할 수 있다. 예를 들면 1월 정기권을 구매하고자 하는 경우 12월 20일부터 1월 8일까지 정기권을 프레스토 카드에 충전할 수 있다.
프레스토 카드 잔액을 충전하는 방법은 다양한데, 프레스토 앱을 구글 플레이 스토어나 앱 스토어에서 다운로드하여 충전할 수 있고, 구글 월렛에 프레스토 카드를 추가해 요금을 충전하는 방법도 있고, 프레스토 카드나 구글 월렛에 탑재된 모바일 카드를 위와 같은 구매처에서 충전하는 방법이 있고, 프레스토 카드 홈페이지에서 충전하는 방법도 있다. 다만 프레스토 카드를 홈페이지에서 충전할 경우 잔액이 반영되는 데 4시간에서 7시간 정도 소요된다. 이 외에도 카드 잔액이 어느정도 떨어지면 자동으로 충전하는 오토로드(Autoload) 기능도 있는데, 이 또한 모바일 앱이나 홈페이지, 우편을 통해 설정할 수 있다. 정기권 또한 프레스토 앱, 구글 월렛, 프레스토 카드 구매처, 프레스토 카드 홈페이지에서 구매할 수 있으며, 프레스토 카드 앱이나 홈페이지, 우편을 통해 정기권을 자동으로 갱신할 수도 있다.

### 신용카드 및 모바일 페이
2023년 8월부터 토론토 교통국의 지하철, 버스와 전차에서는 신용카드, 직불카드 및 모바일 페이를 통해 요금을 지불할 수 있게 되었으며, 카드 및 모바일 페이로 지불하는 경우에는 프레스토 일회권 요금과 동일한 $3.30이 차감된다. 요금 지불은 프레스토 카드와 마찬가지로 프레스토 단말기에 카드나 모바일 페이가 장착된 스마트폰이나 스마트워치를 찍으면 된다. 하지만 어른 요금만 차감이 되는 만큼 청소년, 노인 또는 다른 할인을 받고 있다면 프레스토 카드를 통해 요금을 지불하는 것이 좋다.

### 프레스토 티켓

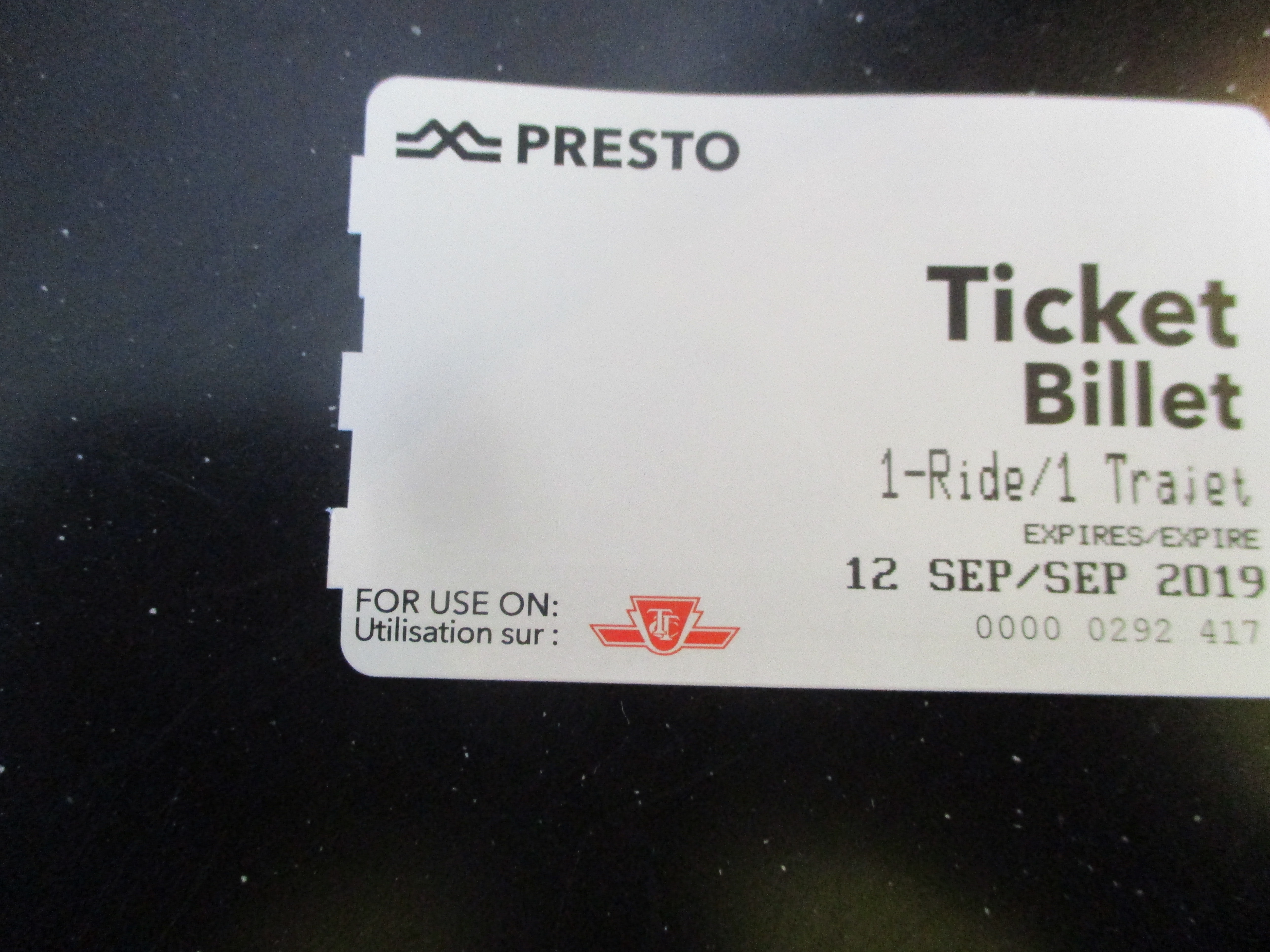
TTC 내에서만 사용이 가능한 프레스토 티켓

토론토 교통국은 일반 프레스토 카드 뿐만 아니라 1회권, 2회권, 1일권 티켓을 판매하고 있다. 1회권과 2회권 티켓은 어른 현금 요금과 동일하며, 1회권은 $3.35, 2회권은 $6.70, 1일권은 $13.50이다. 프레스토 티켓은 토론토의 모든 지하철역 자동 판매기와 토론토 내 쇼퍼스 드러그 마트 지점에서 구매할 수 있다. 프레스토 티켓은 일정 시간이 지나면 만료되며, 카드와 달리 티켓에 잔액을 충전할 수 없다.

### 환승
토론토 교통국의 환승은 크게 두 가지로 나뉘는데, 2시간 환승과 편도 연속 환승으로 나뉜다. 우선 프레스토 카드, 프레스토 티켓, 직불카드, 신용카드 또는 전자지갑을 통해 지불한 경우 처음 단말기에 찍은 시점으로부터 2시간 안에 다른 교통수단으로 무료로 환승할 수 있다. 이는 토론토 교통국 뿐만 아니라 광역 토론토 지역의 다른 시내 교통수단으로 갈아탈 경우에도 마찬가지이고, GO 트랜싯의 버스와 통근열차로 갈아타는 경우에는 GO 요금에서 TTC 요금이 차감된 액수만큼 차감된다. 이를 응용해서 TTC를 타고 토론토시 내에서 GO 트랜싯의 통근열차를 이용한 뒤 TTC로 다시 갈아타는 경우 GO 트랜싯 요금만 지불한다.
두 번째는 현금, 티켓이나 토큰을 통해 요금을 지불한 경우인데, 지하철역과 전차 내 환승 발권기과 버스 기사로부터 요금을 지불했다는 증명으로 종이 환승표를 받아가고, 편도로 출발지에서 목적지까지 반대 방향으로 되돌아가지 않고 가야 한다. 종이 환승표가 있으면 반대 방향으로 돌아가지 않는 이상 토론토시 안에서 운행하는 토론토 교통국의 모든 교통수단을 이용할 수 있지만, 미시소가의 마이웨이나 요크 지방자치구의 요크 지역 교통국 등은 TTC의 티켓, 토큰, 종이 환승표를 요금으로 받지 않기 때문에 별도의 요금을 지불해야 한다. 토론토에서 미시소가나 요크 지역으로 이동하는 버스에서 현금, 티켓, 토큰으로 요금을 지불한 경우 마이웨이나 YRT 요금을 추가로 지불해야 3구역 종이 환승표를 받을 수 있으며, 이 경우에 마이웨이나 YRT로 갈아탈 수 있다.

### 할인 제도
토론토 교통국에서는 아동, 청소년 또는 노인의 경우에는 위와 같이 지불 수단에 따라 할인을 받을 수 있지만, 이 외에도 다른 할인 제도가 존재한다.

#### 저소득층
우선 토론토시에 거주하는 만 20세 이상, 64세 이하 저소득층 주민은 토론토시의 대중교통 할인 정책인 페어패스(Fair Pass)의 혜택을 받을 수 있다. 페어패스로 요금을 지불할 경우 일회권 요금은 36% 할인되고, 1개월 정기권 요금은 21% 할인된다. 페어패스에 지원하고자 하는 사람은 소득 증명과 주소 증명이 필요하다. 우선 소득 증명으로는 온타리오주의 저소득층 수당인 온타리오 웍스(Ontario Works) 수당, 장애인보조수당인 온타리오장애보조프로그램(ODSP), 토론토시 아동복지과의 육아수당을 받는다는 증명이나, 캐나다 국세청의 세금 신고서, 서비스 캐나다에서 발행하는 실업수당 영수증, 캐나다연금계획(CPP)에서 발행하는 연금 영수증 또는 그 외에 월급명세서나 소득을 증명할 수 있는 다른 서류를 지참하면 된다. 또한 위 영수증에 본인 주소가 나와있지 않은 경우에는 주소 증명을 위해 온타리오주 운전면허증, 온타리오주 신분증, 은행 잔액증명서, 공과금 고지서, 임차계약서, 아동수당 영수증, 모기지 납부 영수증이나 주택보유세 고지서 중 하나를 지참하면 된다. 페어패스는 토론토시 홈페이지나 팩스를 통해 접수할 수 있다.

#### 대학생
토론토 대학생의 경우에는 1개월권을 할인된 요금에 구매할 수 있다. 이를 위해서는 교통국에서 발행하는 대학생 신분증이 필요한데, 배서스트역에 위치한 토론토 교통국 신분증 센터 또는 학교 캠퍼스에서 가을 학기 개강 전후로 신분증 사진을 찍을 수 있다. 신분증을 발급받기 위해서는 토론토시 내에 위치한 온타리오주에서 공인한 공립 또는 사립 대학에 다닌다는 재학증명서가 필요하고, 정부에서 발급한 신분증 또는 학교에서 발행한 학생증이 필요하다. TTC 신분증을 발급하는 데에는 배서스트역에서는 $5.25, 학교 캠퍼스에서는 $7의 수수료가 필요하다. 배서스트역 신분증 센터는 평일 오후 3시부터 7시까지, 토요일 오전 10시부터 2시까지, 일요일에는 휴무한다. TTC 신분증을 발급받은 대학생은 쇼퍼스 드러그 마트 지점이나 데이비스빌역에 위치한 토론토 교통국 고객센터에서 신분증을 제시하여 대학생 1개월권을 구매할 수 있다. 대학생 1개월권은 $128.15로, 성인 요금보다 17% 가량 저렴하다. 대학생 전용 프레스토 카드는 이듬해 10월 31일에 만료하며, 매년 신분증을 취득해야 한다.

#### 동반 보호자
토론토 교통국의 휠트랜스 보조교통을 이용할 때 동반 보호자가 필요한 경우에는 보호자가 무료로 시승할 수 있다. 동반 보호자가 필요한 경우 본인이 배서스트역 신분증 센터나 데이비스빌역에 위치한 토론토 교통국 고객센터에 직접 방문하거나, 토론토 교통국 본부로 우편을 보내 보호자 전용 신분증과 교통카드를 발급받을 수 있다. 교통국 신분증은 무료로 발급받을 수 있다.

#### 시각장애인
토론토에 거주하는 시각장애인은 캐나다국립시각장애인협회(CNIB)를 통해 발급받는 교통카드를 이용해 토론토 교통국 내 대중교통을 무료로 무제한 이용할 수 있다. 이 카드를 발급받기 위해서는 CNIB에 찾아가 협회에서 시각장애인들에게 발급하는 신분증을 제시하면 교통카드를 무료로 발급받을 수 있다. 교통카드는 1년 동안 유효하다.

## 차량

### 지하철
토론토 지하철은 현재 두 종류의 전동차가 운행 중인데, 하나는 1995년부터 지금까지 운행 중인 T1 전동차이고, 다른 하나는 2011년부터 운행을 시작한 토론토 로켓 전동차이다. T1은 2호선 블루어-댄포스에 투입 중이고, 토론토 로켓은 1호선 영-유니버시티와 4호선 셰퍼드에 투입 중이다.

#### T1

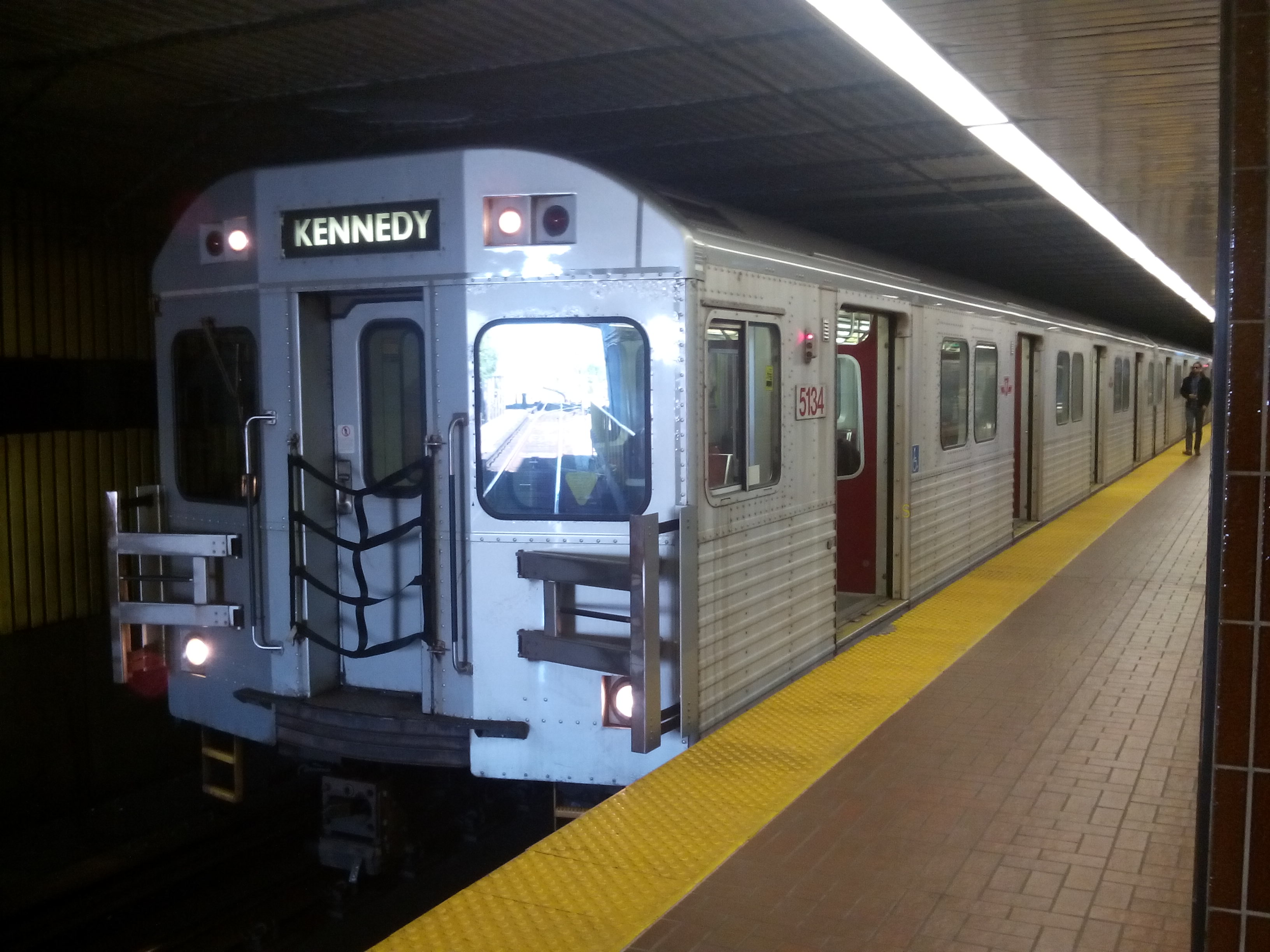
키플링역에 정차 중인 T1 차량

T1 전동차는 토론토 교통국이 1992년에 봄바디어 트랜스포테이숀으로부터 전동차 생산을 주문해 1995년부터 2001년 사이에 도입된 전동차로, 이전의 H시리즈와 많은 기술적 사양을 공유했으며, 동일한 차량 연결 구성을 채택하고 H시리즈의 디자인 발전 요소를 적극 가미하였다. H시리즈의 각 모델은 전 모델을 개선하여 가감속을 위한 단일 핸들 컨트롤러, 에어컨, 캠축에서 초퍼 제어로의 변경, 그리고 재생 브레이크 등의 기능을 추가했는데, T1은 이러한 발전(예를 들어, 회전형에서 전후 방향 조이스틱형 컨트롤러로 변경)과 더불어 뉴욕 지하철에서 사용되던 새로운 컴퓨터 기술을 접목해 더욱 현대적인 열차가 되었다. T시리즈 차량들은 이전의 모든 차량이 사용하던 직류 추진 대신 교류 추진을 사용한 최초의 전동차였으며, 이전의 모든 차량은 현재 폐차되었다. 다른 개선 사항으로는 더 넓은 출입구와 휠체어 승객이 이용할 때 기존 좌석을 위로 올릴 수 있으며, 차량 중앙선을 따라 수직 지지대를 제거하여 휠체어 승객이 이용할 수 있도록 하였다.

#### 토론토 로켓

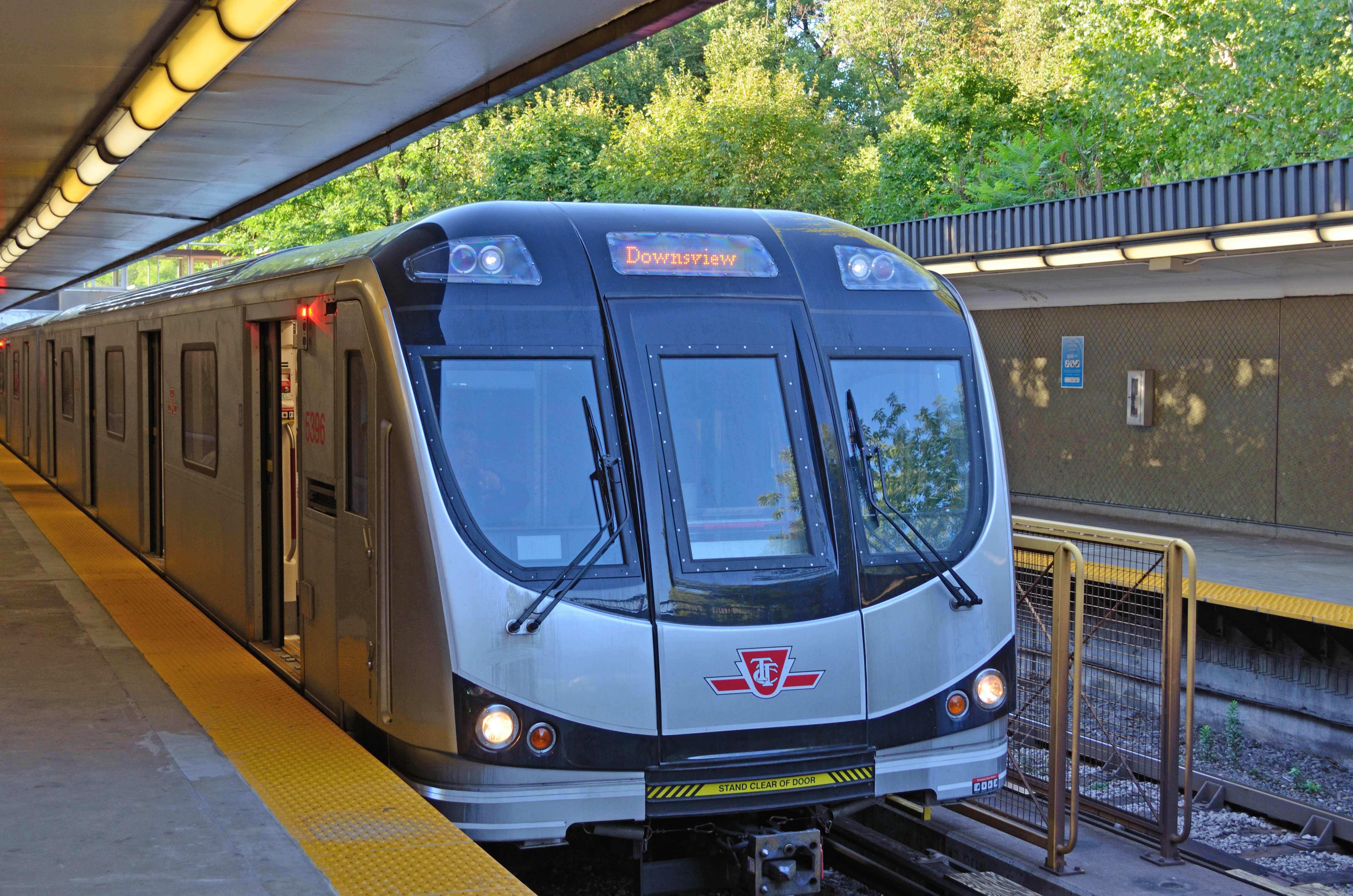
로즈데일역에 정차 중인 토론토 로켓 차량

토론토 로켓(Toronto Rocket)은 토론토 지하철의 5세대 최신 전동차로, 2017년에 1호선 영-유니버시티가 본으로 연장하면서 기존에 남아있던 H시리즈 전동차를 교체하기 위해 제작되었다. 토론토 로켓은 2011년 7월에 1호선에 처음 도입되었고 2016년 5월에는 4호선에도 도입되었다. TR은 봄바디어 모비아 시리즈의 새로운 디자인을 반영하였고, 북미에서 처음으로 차량 사이에 출입문 없이 뻥 뚫려있는 개방형 차량으로 차량간 이동을 자유롭게 하였다. 이 차량은 또한 토론토 지하철에서 통신기반열차제어(CBTC) 신호 체계와 호환이 가능한 유일한 전동차로, 2017년부터 2022년까지 1호선의 신호 체계가 기존 블록 제어형 신호에서 CBTC로 개선되었고, 신호 자동화에 따라 기존 2인 승무에서 1인 승무로 바뀌었다. 이 차량에는 또한 휠체어, 전동 스쿠터, 자전거, 유모차를 위한 교통약자 지정석이 두 배로 늘었고, 다음 정차역을 알리는 전광판과 LED 노선도 또한 추가되었다.

### 전차

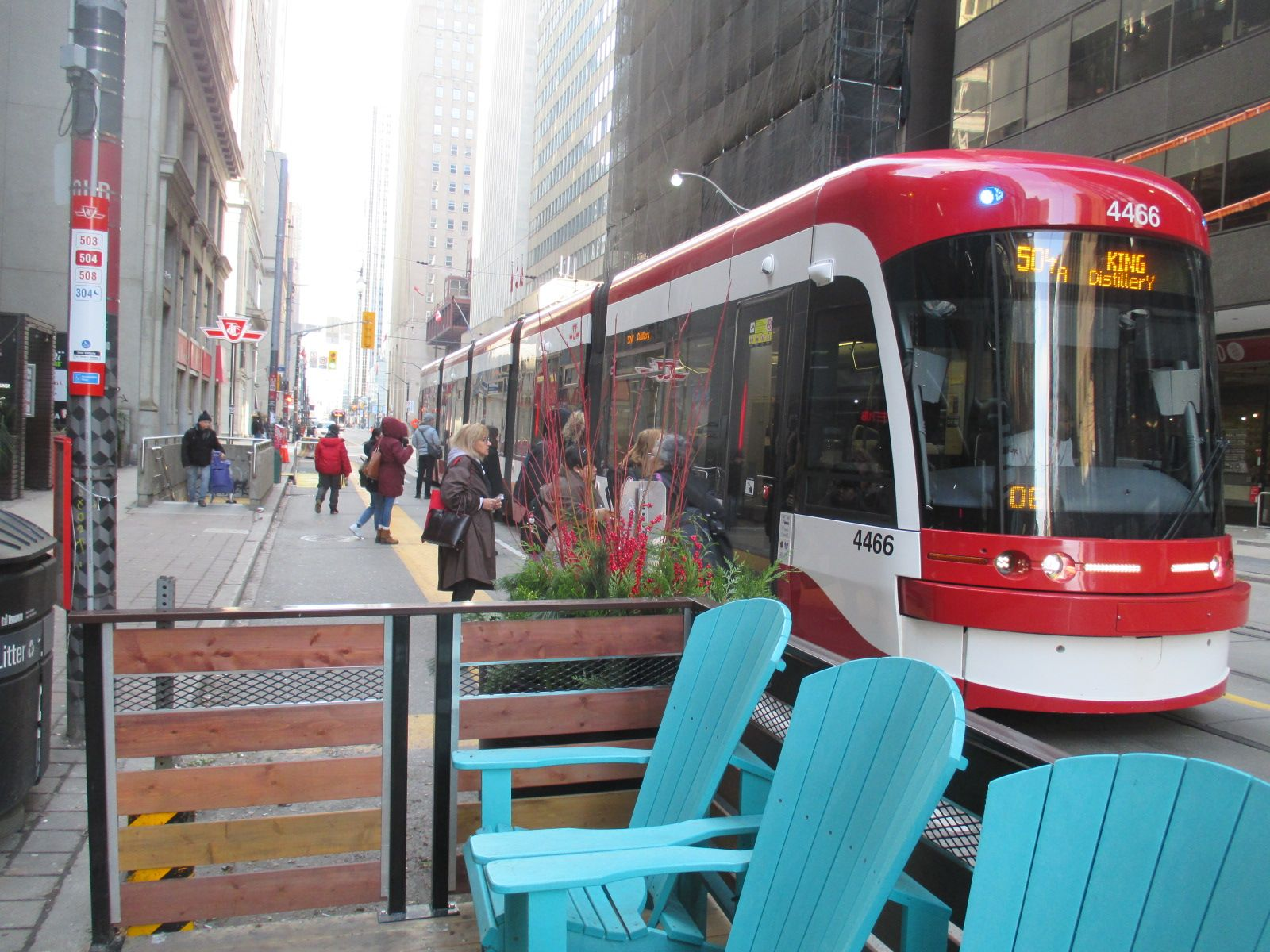
킹 스트리트를 따라 운행 중인 플렉시티 아웃룩

토론토의 모든 전차는 2014년 8월부터 2019년 12월 사이에 도입된 플렉시티 아웃룩을 사용하고 있으며, 기존에 쓰였던 캐나다경전철차량(Canadian Light Rail Vehicle)과 굴절 전차인 굴절경전철차량(Articulated Light Rail Vehicle)은 2019년 12월에 운행을 중단하였다. 플렉시티 아웃룩은 휠체어나 유모차 등이 이용할 수 있는 토론토의 첫 저상 전차로, 장애인, 노약자, 유아 동반 승객들이 손쉽게 이용할 수 있도록 설계되었다. 출입문은 총 네 개이고 에어컨이 장착되어있으며, 차량 내부에는 총 70석이 있고, 자전거 거치대가 장착되어 있다. 차량 안에는 또한 TTC 요금을 지불할 수 있는 자판기와 프레스토 카드 단말기가 마련되어있다. 이 자판기로 토론토의 모든 전차는 기관사에게 요금을 내는 대신 검표원의 요구에 따라 요금을 냈다는 증명을 제시하는 것으로 요금 제도가 바뀌었다. 현재 지어지고 있는 5호선 에글린턴도 비슷한 전동차를 사용하는데, 궤간과 회차 여부가 다르기 때문에 상호 호환이 불가능하다.

### 버스
토론토의 시내버스는 크게 네 종류로 나뉘는데, 디젤 저상버스, 굴절버스, 하이브리드버스, 전기버스 등이다.

#### 디젤버스
디젤 저상버스는 2006년부터 2012년에 오리온에서 제작한 오리온 VII 저상버스와 2015년부터 2018년에 노바버스에서 제작한 노바 LFS 버스가 있다. 디젤 저상버스를 처음 도입한 건 1999년으로 뉴플라이어에서 제작한 D40LF 기종으로 시작해 2016년에 운행을 중단하였다. 오리온에서 2003년과 2004년 사이에 제작한 오리온 VII 220대가 운행을 개시하였고, 2005년에는 또다른 250대가 추가되었다. 2006년과 2007년에는 UWE 난방이 제거된 180대를 주문하였고, 2010년과 2012년 사이에는 하이브리드 대신에 일반 디젤 버스를 주문하였다.
2013년에 굴절버스가 도입되고 2015년과 2016년 사이에 교통국은 길이 12m의 LFS 디젤버스를 213대 이상 구매하였고, 2002년과 2005년 사이에 제작된 오리온 VII 버스를 교체하기 위해 2017년과 2018년 사이에 382대를 추가로 주문하였고, 2018년에 주문한 270대에는 차량 밖에 CCTV가 설치되었고 버스 내부에 USB 단자가 설치되어 휴대용 기기를 충전할 수 있게 되었다.
디젤버스
- 6번 베이 버스로 운행 중인 2008년에 도입된 오리온 VII 버스
- 39번 핀치 이스트 버스로 운행하던 2006년에 도입된 오리온 VII 버스
- 빅토리아파크역에 정차 중인 24A번 빅토리아파크 버스로 운행하는 2015년에 도입된 노바버스 LFS 버스
- 72B번 페이프 버스로 운행 중인 2018년에 도입된 노바버스 LFS 버스

#### 굴절버스

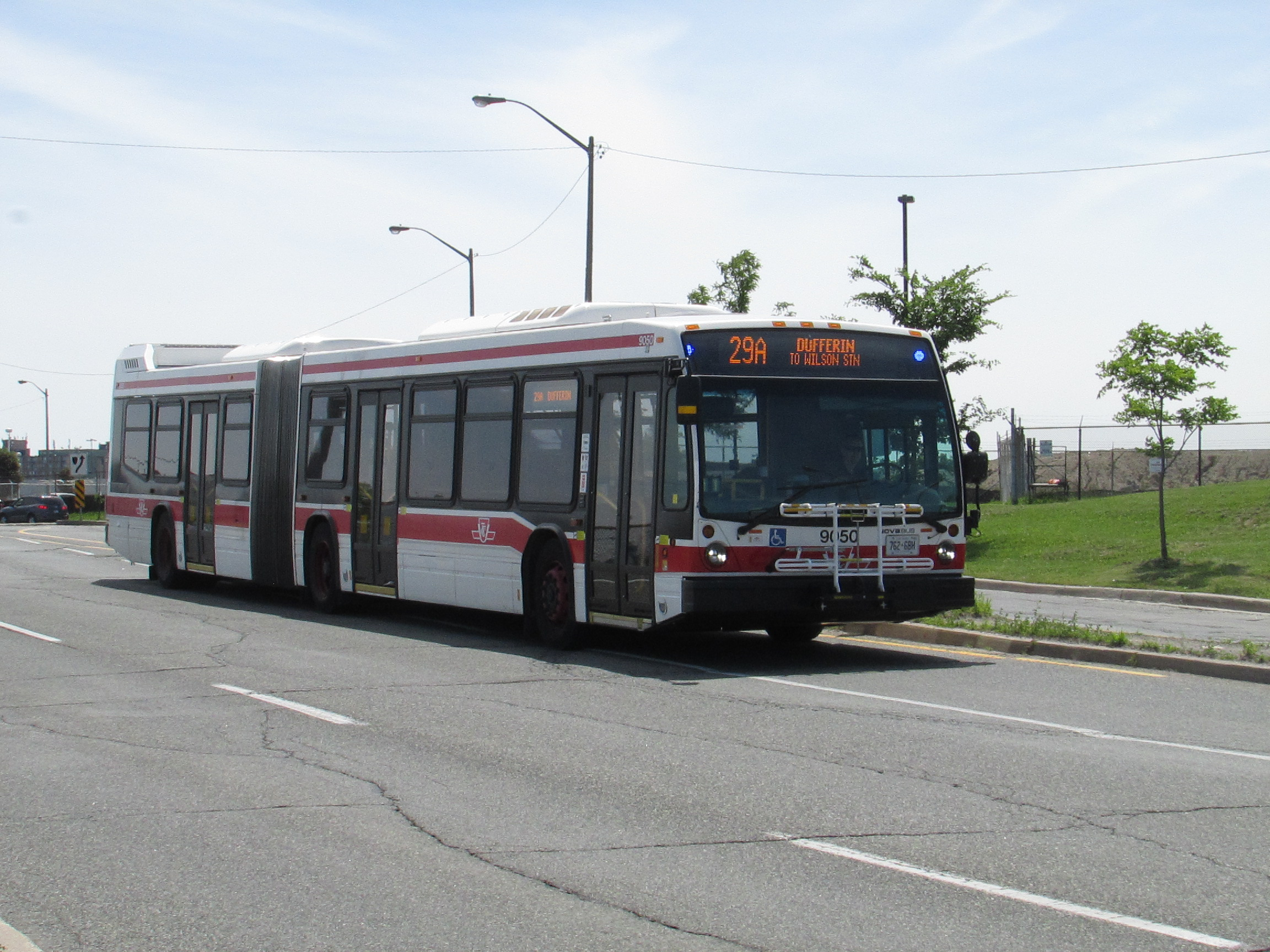
29A번 더퍼린 버스로 운행 중인 2014년에 도입된 노바버스 LFS 알틱 버스

토론토 교통국에 굴절버스가 처음 도입된 건 1982년으로 제너럴 모터스 버스가 1982년부터 1987년까지 운행하였고, 이후 오리온 이카루스 버스가 1987년부터 2003년까지 운행하였다. 현재 토론토에 운행하고 있는 굴절버스는 2013년에 노바버스에서 제작한 3세대 굴절버스로, 길이 18m의 이 버스는 12m 버스보다 승객을 45% 더 많이 실어나를 수 있다. 버스 내에는 휠체어 전용석이 두 개가 있으며, 교통약자 지정석이 9석이 있다. 굴절버스는 문이 총 세 개가 있으며, LED 조명과 자동 냉난방 시설을 갖추고 있다. '친환경 디젤' 엔진은 전기 엔진 제어와 배기처리시설을 통해 엔진 배기량을 줄이도록 설계되었다. 2017년 4월 말, 토론토 교통국은 노바버스의 굴절버스 한 대가 급발진하면서 노바버스에서 도입한 모든 굴절버스의 운행을 중단하였는데, 이후 노바버스는 소프트웨어 업데이트를 도입해 급발진 문제를 해결하였다.

#### 하이브리드버스
TTC가 운행하는 하이브리드버스의 기종은 두 가지가 있는데, 하나는 오리온이 2006년부터 2009년 사이에 제작한 오리온 VII, 다른 하나는 노바버스가 2018년과 2019년 사이에 제작한 LFS 하이브리드다. 오리온 VII 하이브리드버스는 디젤과 마찬가지로 에어컨, 자동안내방송은 물론 휠체어 램프가 장착된 저상버스로, 디젤버스에 비해 연료 절감 효과가 10%에서 30% 가량 예상되었다. 하지만 이는 서행을 반복하는 토론토 시내 구간에 해당하였으며, 실질적으로는 연료 절감 효과가 10%에 불과하였다. 배터리는 5년 동안 지속할 것으로 보였으나 배터리 문제로 18개월에 한 번씩 교체해야 했다. 또한 하이브리드버스는 70만 달러로 디젤 버스보다 20만 달러 더 비쌌다. 노바버스의 LFS 하이브리드는 배터리 충전에 필요한 전기를 생산하기 위해 디젤 발전기가 버스 내에 장착되어있으며, 일반 전기버스와는 다르게, 배터리를 밤사이에 충전하지 않는다. 이 하이브리드버스는 디젤버스에 비해 25%의 연료 절감 효과가 있으며, 내리막길이나 제동 시에 생산된 에너지를 통해 배터리가 충전된다. 버스는 온보드 배터리로부터 유도되는 전기 모터로 돌아간다. 출입문이나 냉난방, 파워스티어링 등은 전기로 구동한다. 2022년 2월, 토론토 교통국은 노바버스와 뉴플라이어에서 하이브리드 버스를 총 336대 주문하였고, 이는 2023년과 2024년 사이에 순차적으로 도입되고 있다.

#### 전기버스

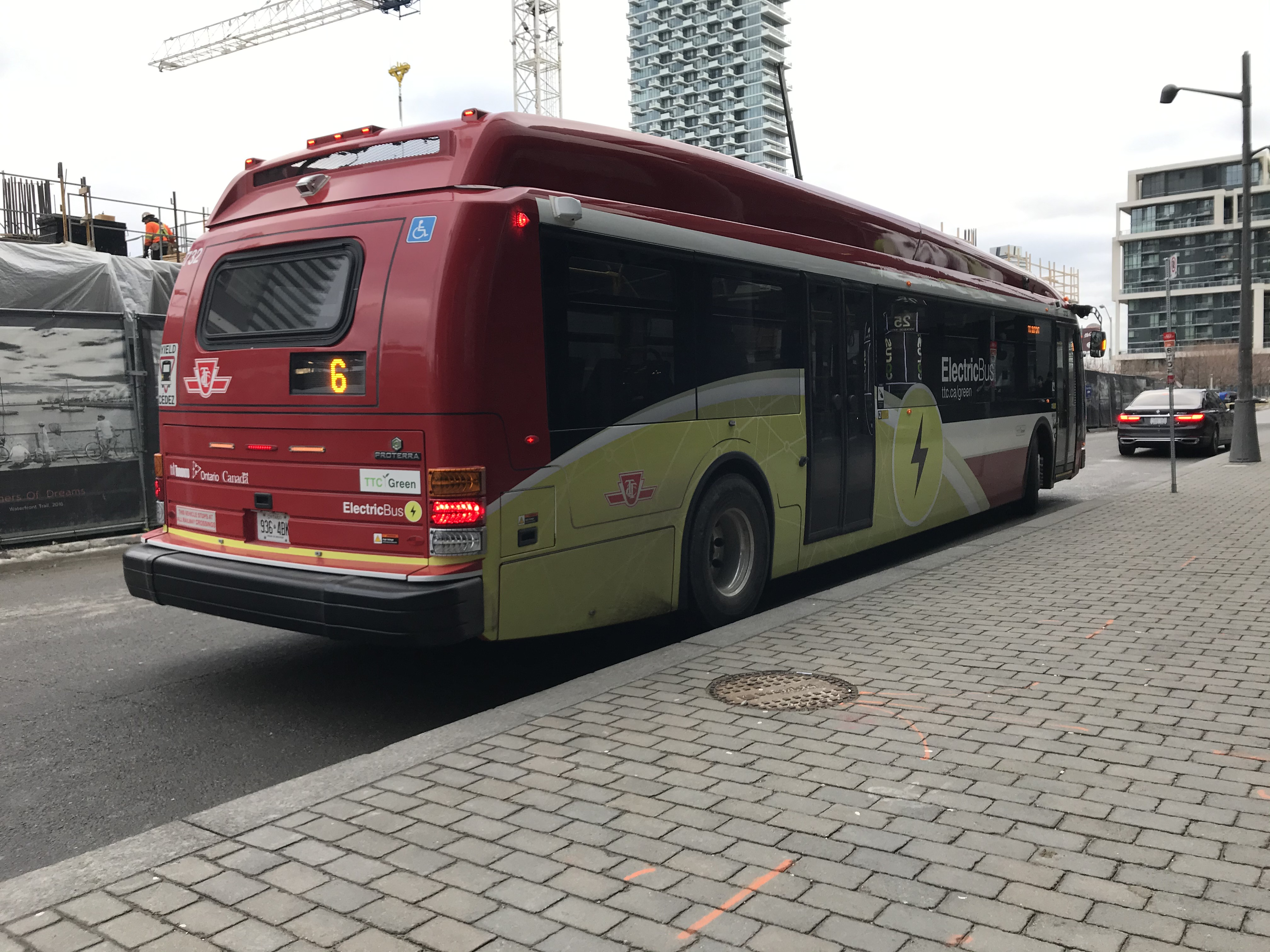
6번 베이 노선을 운행하는 2019년에 도입된 프로테라의 전기버스

토론토 교통국은 2040년에 모든 버스를 무공해버스로 교체를 목표로 2018년에 전기버스의 성능을 확인하기 위해 캘리포니아의 프로테라, 위니펙의 뉴플라이어, 중국의 비야디에서 받은 차량을 시범으로 운행하였다. 교통국은 이후 프로테라와 뉴플라이어에서 전기버스를 25대씩, 비야디에서 10대를 주문하였고, 2019년 4월에 첫 전기버스가 도착하였다. 버스는 리튬 이온 전지로 구동하며, 충전하는 데 세 시간 정도 걸린다. 주행거리는 200km 가량 되지만 추운 날씨에 버스에 난방을 켠다면 주행거리는 30에서 50% 가량 줄어든다. 전기버스 한 대당 이산화탄소 배출량을 149.2톤 감소하며, 디젤 연료 충전에 들어가는 56,000달러를 절감할 수 있게 된다. 전기버스는 일반 디젤버스에 비해 운행할 때 15%에서 20% 정도 조용하며, 정차할 때 85% 더 조용하다. 2023년 4월, 교통국은 버치마운트 차고지에 전기버스를 충전하기 위해 오버헤드 급속 충전기 10대를 설치하였다. 충전기에는 전기버스의 지붕에 있는 수신기와 접촉하기 위해 팬터그래프가 지지대 꼭대기에서 내려온다. 새로운 충전 장치는 기존의 플러그인보다 더 효율적이고 공간을 덜 차지한다. 2023년 4월 말, 연방정부와 토론토시는 교통국의 기존 버스를 전기버스로 교체하기 위해 7억 달러(연방정부 3억 4,900만 달러, 시 3억 5,100만 달러)를 투자하겠다고 발표하였다. 이 자금으로 교통국은 무공해 버스 340대와 버스 충전기 248기를 구입하고, 8개 차고지 내 전기버스에 필요한 인프라를 확충하는 데 투자할 예정이다.

### 보조교통

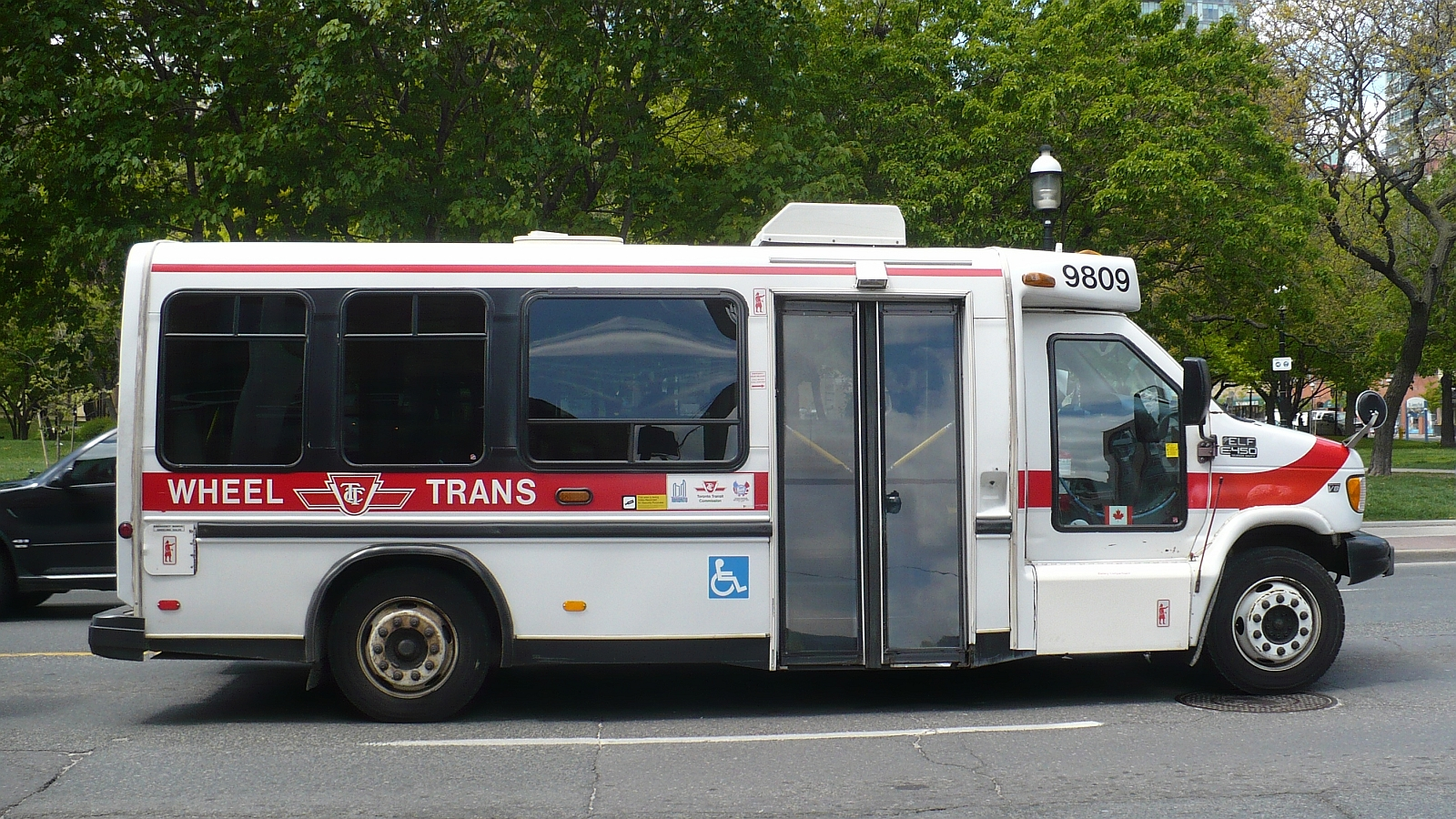
토론토 교통국의 보조교통인 휠트랜스 차량

장애인, 노약자 및 기타 교통약자를 위해 운행하는 휠트랜스는 버스 또는 미니밴, 세단 택시로 운행한다. 2024년 2월 기준, 토론토 교통국은 아메리칸 버스 프로덕트에서 2008년에서 2012년 사이 제작한 8인승 프랜들리 버스 20대, 크리에이티브 캐리지에서 2017년에서 2021년 사이에 제작한 6인승 프로마스터 147대, ARBOC와 크리에이티브 캐리지에서 2019년에서 2022년 사이에 제작한 7인승 프로마스터 플러스를 121대 보유하고 있다.

## 거버넌스

### 이사회
토론토 교통국은 토론토시법(City of Toronto Act, 2006)이 규정하는 토론토 시의회 산하 이사회이자 공공 법인으로, 이 법에서는 교통국에 독점 권한을 부여하고 특정 권한과 행정 사항을 규정하고 있다. 토론토 교통국의 이사회는 시의원과 일반 대중 10인으로 구성된 이사회의 의해 관리된다. 토론토 교통국은 매년 균형 잡힌 예산을 이사회에 제출할 책임이 있으며, 시의회는 토론토 교통국에 매년 지급하는 운영 보조금을 승인한다. 요금과 배차 간격 수준에 대한 세부 사항은 이사회가 결정한다. 이사회 회의는 매달 개최되어 TTC의 정책과 운영사항을 검토하며, 모든 이사회 의원은 시의회 산하 위원으로서 역할을 수행한다. 시의원 위원은 토론토시 산하 추천위원회의 추천으로 시의회가 해당 의원을 TTC 이사회에 임명하고, 시민위원은 시의회에서 시의 공공임명 절차를 거쳐 이사회에 임명된다. TTC 위원장은 시의회의 투표로 대표가 선출되며, TTC 부위원장은 TTC 이사회의 투표로 위촉되는 시민의원이다. 이사회 내에서 교통국에는 감사 및 위험관리위원회가 있는데, 위원은 이사회 임원 중 3명이 내부적으로 선출되며, 분기별로 회의를 개최하여 재무 보고 과정 및 재무제표, 위험관리, 내부 통제 시스템, 감사 기능 및 법규 준수에 대한 감독 책임을 수행하여 이사회를 지원하는 역할을 한다. 인사위원회는 TTC 이사회 위원 중에서 2인을 선출하여 이사회가 노동관계, 인사, 보건 및 안전, 보상사항 등과 관련된 의무를 이행하는 것을 도우며, 성과목표를 수립하고 매년 CEO의 성과평가를 완료하는 역할도 담당한다.

### 예산
2024년 기준 토론토 교통국의 운영예산은 총 지출 25억 6,800만 달러, 수입 13억 3,700만 달러로 총 12억 3,100만 달러의 보전재원이 필요하며, 이에 따라 전년 운영예산 대비 보전재원이 28%가 증가하였다. 25억 6,800만 달러 중에서 94%는 토론토 교통국의 일반 대중교통에 쓰이고, 6%는 휠트랜스 보조교통에 쓰이고 있다. 토론토 교통국 전체 수입의 48%는 토론토시에서 매년 지원하는 정부 지원금이고, 39%는 승객들이 지불하는 요금, 7%는 온타리오주에서 코로나19 이후 부족한 재원을 조달하기 위해 임시로 지원하고 있는 뉴딜 정부지원금, 3%는 예비비에서 충당하고 있고, 나머지 3%는 그외 보조 수입을 통해 충당하고 있다.
토론토 교통국은 또한 2024년에서 2038년까지 15개년 자본투자계획을 수립하여 총 478억 5,500만 달러의 자본이 필요한 상태로, 향후 10년간 자본투자 요건과 15년 전망을 교통수단과 사업 범주별로 정리한 계획이다. 2024년부터 2033년까지 총 자본이 123억 9,770만 달러가 들어가야 하는데, 이 중에서 64%가 지하철, 14%가 버스, 11%가 노면전차, 5%가 교통국 시설, 6%가 모든 교통 수단에 걸쳐서 필요한 것으로 파악되었다. 또한 2038년까지 15개년 계획에는 총 자본이 478억 5,500만 달러가 필요한데, 이 중에서 58%가 지하철, 18%가 버스, 11%는 토론토시의 기후변화대비계획인 트랜스폼TO, 노면전차와 시설이 각각 5%씩, 그 외 3%는 모든 교통 수단에 걸쳐서 필요하다. 향후 15년 동안 필요한 총 478억 달러 중에서 정부 지원금 및 다른 수단으로 지원이 확정된 건 123억 달러에 불과하며, 나머지 354억 달러는 정부 지원을 받지 못한 상태이다. 정부 지원금을 받은 123억 달러 중에서 64.8%는 토론토시에서, 11.6%는 온타리오주에서, 21.2%는 캐나다 연방 정부에서, 나머지 2.4%는 기타 재원을 통해 충당되었으며, 주 정부와 연방 정부의 지원이 미비한 편이다.

### 산하기관
토론토 교통국 내 산하 부처는 다음과 같다.
- 일반교통부: 토론토시 내외의 승객들이 지하철, 노면전차 및 버스 등 대중교통 수단을 운행하는 부서이다.
- 일반교통 차량 정비부: 차량 및 장비에 대한 수리 및 예방 정비를 실시하여 일반 대중교통의 운영을 지원하고 안전 등에 대한 입법 요구 사항을 준수하는 부서이다.
- 일반교통 연료 및 에너지 관리부: 일반 대중교통 차량에 연료와 에너지를 공급하여 운행을 돕는다.
- 일반교통 인프라 및 시설부: 대중교통 운행에 필요한 보안, 건물, 시설 등을 유지 보수하는 역할을 맡는다.
- 일반교통 관리부: 일반 대중교통 운영에 대한 포괄적이고 통합적인 관리 및 지원을 제공한다.
- 휠트랜스부: 장애인 및 교통약자가 접근 가능한 교통수단을 안전하고 신뢰할 수 있고, 효율적으로 운행하는 역할을 맡는다.
- 휠트랜스 차량 정비부: 휠트랜스 차량 및 장비에 대한 수리 및 예방 정비를 실시하여 휠트랜스의 운영을 지원하고 안전 등에 대한 입법 요구 사항을 준수하는 부서이다.
- 휠트랜스 연료 및 에너지 관리부: 휠트랜스 차량의 급유 및 에너지 공급을 맡는 부서이다.
- 휠트랜스 관리부: 휠트랜스 운영에 대한 포괄적이고 통합적인 관리 및 지원을 제공한다.

### 정부 관계
토론토 교통국은 지방자치단체의 법적 지위가 미비하기 때문에 특히 주정부에 정치적으로 의존할 수밖에 없고, 주요 사업에 있어서 연방정부의 자금 지원도 필요한 편이다. 우선 지방자치단체는 주정부가 만들어낸 기관으로, 주정부는 지자체의 권한과 의무를 규정할 수 있고, 지자체 내 정치에 직접 개입할 수 있으며, 심지어는 지자체를 폐지할 권한도 가지고 있다. 연방정부는 주정부가 승인하는 한 지자체가 필요한 사업에 돈을 투자할 수 있는데, 보통은 주정부가 예산이 부족하기 때문에 연방 지원금을 거절하는 경우는 자주 없다. 이에 따라 토론토 교통국은 대중교통 운영 및 확장에 있어서 주정부의 영향을 적지 않게 받는 편이다. 2024년 기준, 토론토 교통국의 일반 교통과 보조교통을 포함한 총 연간 예산은 26억 달러로, 연 수입은 13억 3,700만 달러로 추산되고 있다. 승객들이 내는 요금과 기타 수입원은 42%를 차지하며, 나머지 56%는 정부 지원금으로 충당해야 한다. 토론토 교통국은 특히 중전철과 경전철을 포함한 지하철을 확장하고 있는 만큼, 이러한 주요 사업은 토론토시의 도시개발계획에 반영되어야 하고, 이후 온타리오주의 환경영향평가를 거쳐 토론토시, 온타리오주, 캐나다 연방 정부에서 공사 지원금을 받는 대로 노선 건설이 이루어지는데, 도시철도 건설은 상당한 예산이 들어가는 만큼 세 단계의 정부가 서로 협력하여야 건설할 수 있다.
토론토시는 1998년에 통합시 내의 6개 지자체를 하나로 통일해 만든 지자체이기 때문에, 토론토 시정에 있어서 시내 뿐만 아니라 외곽 지역의 정치적 요구를 수렴해야 대중교통 및 각종 인프라 사업이 추진될 수 있는 구조이다. 토론토의 특정 지역에 영향을 미치는 시내의 다운타운 릴리프선이나 스카버러의 지하철 연장 등은 토론토 시내와 외곽 지역 간의 이해관계가 상충하여 첨예한 대립으로 이루어질 수 있는 사업이다.
2006년에 온타리오주는 GO 트랜싯을 운행하고 광역 토론토 및 해밀턴 지역의 모든 교통수단의 조율과 통합을 개선하기 위해 메트로링스라는 기관을 설립하였다. 메트로링스의 주요 사업은 25년에 걸친 토론토 광역교통계획인 '빅 무브'(Big Move)로, 이 계획을 통해 5호선 에글린턴 건설, 유니언역 리모델링 사업, 유니언 피어슨 급행 등 다양한 사업에 투자하였다. 하지만 메트로링스가 자체적으로 사업을 추진하기 위해 세금을 징수할 수 없으며, 여전히 지자체간의 대중교통 조율은 미비한 편이다. 또한 토론토 대중교통에 대한 연방 정부의 지원이 정기적으로 이루어지지 않고 일회성 자금 지원이 대부분이기 때문에 대중교통을 정기적으로 지원할 수 있는 영구자금조달 수단이 필요하다는 지적이 제기된다. 이 외에도 대중교통 사업에 있어서 일반 시민들이 경전철과 노면전차 등 토론토에 도입되는 새로운 대중교통 수단에 대한 이해를 돕는 데 적극 노력해야 한다는 지적도 제기되었다.

## 안전

### 안전 장치

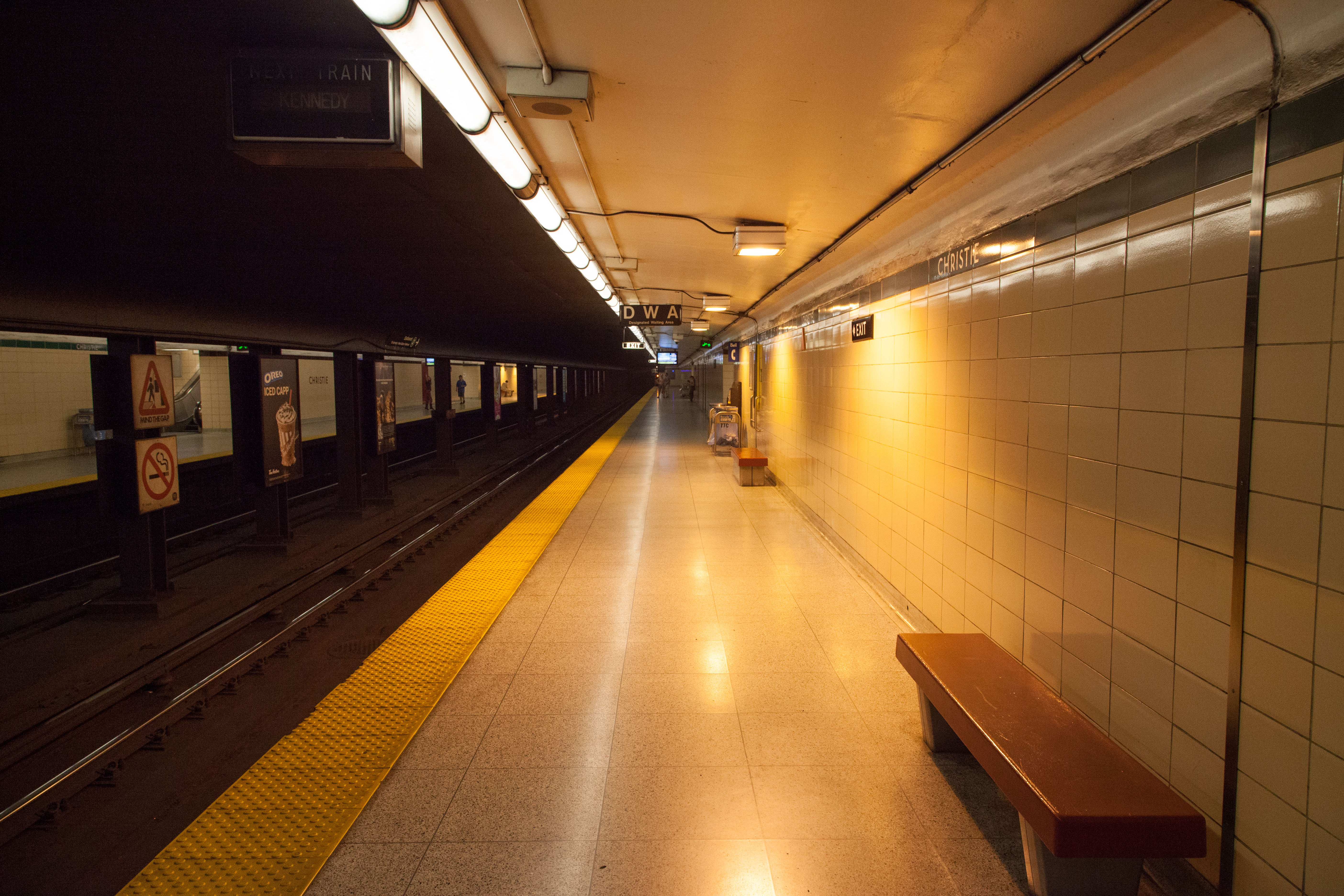
지하철역 승강장 내 조성된 지정대기구역(DWA)

토론토의 대중교통 내에서 비상 상황이 발생하면 이용할 수 있는 몇 가지 안전 장치가 존재한다. 우선 버스를 이용할 시에는 버스 기사에게 비상 상황을 알리고, 노면전차의 경우에는 인터콤을 통해 기관사와 통화할 수 있다. 버스와 전차 기사는 알람 장치와 양방향 라디오를 통해 도움을 청할 수 있다. 비상 상황에는 기사가 경고음과 경고등을 이용해 지나가는 경찰이나 행인에게 도움을 요청할 수도 있다.
지하철역에서는 TTC 제복을 입은 역 직원과 TTC 내에 상주하고 있는 전임경찰관에게 도움을 요청할 수 있다. 역 승강장에는 지정대기구역(DWA)에 TTC 직원과 연결되는 인터콤이 있으며, 직원은 필요에 따라 경찰관, 소방관 또는 구급대원을 호출할 수 있다. 또한 선로로 승객이 떨어진 경우, 또는 승객이 차문에 끼였는데 출발한 경우, 승강장 양쪽 끝에 있는 전기 차단기에서 선로에 흐르는 전기를 차단할 수 있다. 이 외에도 토론토 교통국의 모든 지하철역 승강장과 출입구는 물론 버스와 노면전차 환승 구역 다수에는 공중전화가 있으며, 비상시에 911에 전화할 경우 요금이 과금되지 않는다.
지하철 전동차 내부에서는 휴대전화가 통하지 않을 수 있기 때문에 경찰, 소방 또는 구급대를 부르고자 하는 경우에는 창문 위에 있는 노란색 띠를 누르면 다음 역에 정차하게 되고, 지하철 관제소에 알람이 발동되며 직원이 필요에 따라 긴급전화인 911에 전화하여 도움을 청하게 된다.

#### 중간 정차 요청
매일 오후 9시부터 다음 날 오전 5시까지 혼자서 버스를 이용하는 승객은 운전기사에게 두 정거장 사이에 정차해줄 것을 요청할 수 있다. 이 제도는 1991년에 밤중에 혼자 다니는 여성 승객들을 위해 도입되었으며, 2011년 10월 3일에 많은 승객들의 요청으로 기존의 여성 승객 뿐만 아니라 혼자 다니는 모든 승객들이 요청할 수 있도록 제도가 바뀌었다. 두 정거장 사이에 정차하고자 하는 승객은 버스 운전사에게 사전에 어디에 정차할 지 알려주어야 하며, 운전사는 안전하게 정차할 수 있는 지점에 내려다준다. 중간 지점에 정차하는 승객은 앞문을 통해 하차한다. 이 제도는 노면전차에는 해당되지 않는다.

#### 자살 예방 프로그램
2011년 6월, 토론토 교통국은 지하철역에서 자살하려고 하는 승객을 위해 '크라이시스 링크'(Crisis Link)라고 불리는 자살 예방 프로그램을 도입하였다. 지정대기구역에 있는 공중전화의 파란색 버튼을 누르면 토론토 디스트레스 센터(Distress Centres of Toronto)로 연결되어 24시간 정신건강 상담을 받을 수 있으며, 지하철역 내 자살 위험이 높은 곳에서 도움을 받을 수 있도록 계도하는 안내판도 설치되었다.

#### 세이프TTC
2017년 9월, 토론토 교통국은 다른 승객으로부터 괴롭힘 및 신변의 안전을 위협받는 경우 iOS 및 안드로이드 앱인 세이프TTC(SafeTTC)를 통해 이를 신고할 수 있도록 하였다. 신고 내용은 교통국의 관제소로 전송되며 필요에 따라 긴급 출동을 할 수 있도록 하였다.

### 검표원 및 전임경찰

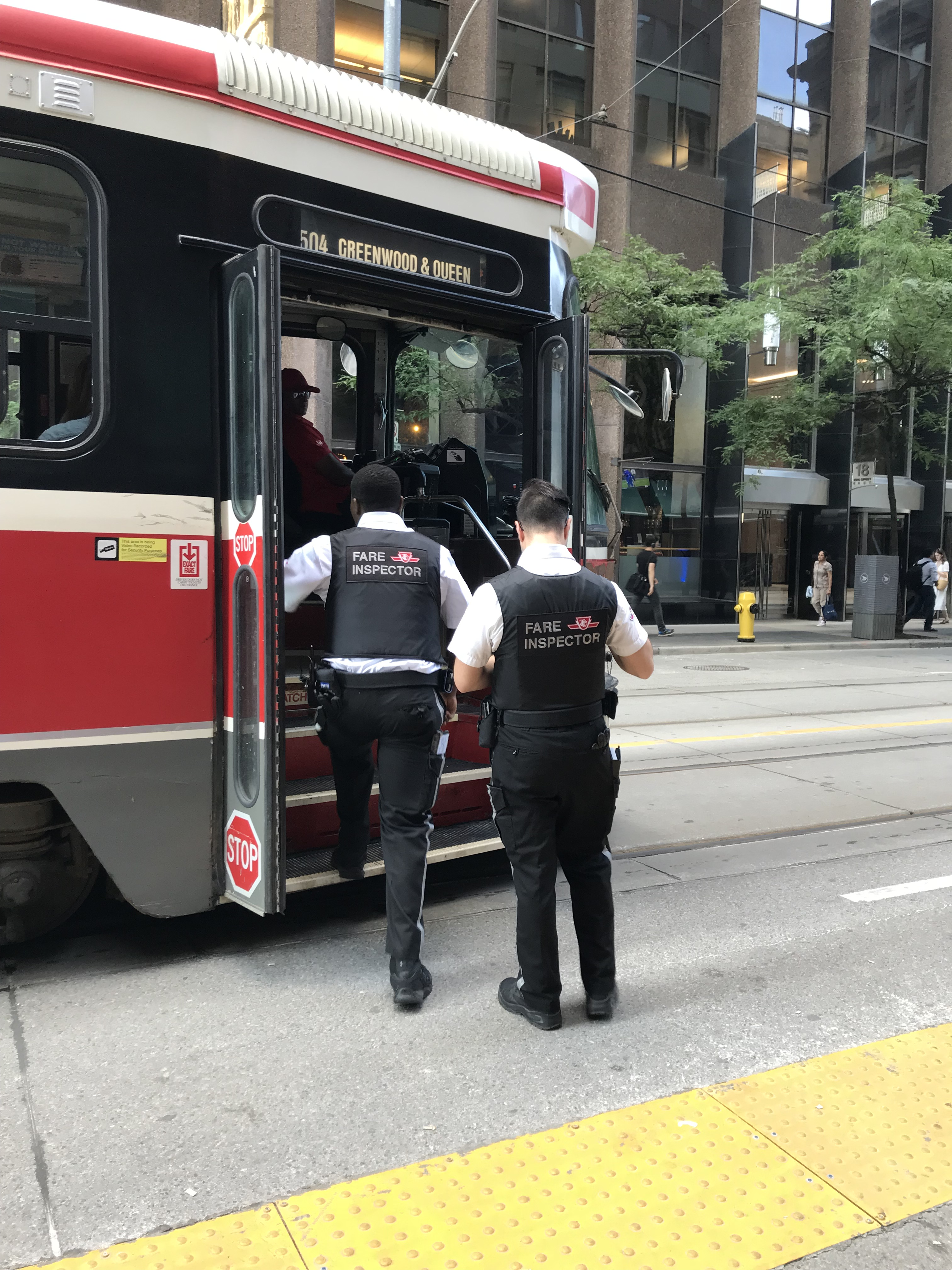
노면전차에 승차하는 TTC 검표원

토론토 교통국은 대중교통 내 요금을 지불했는지 확인하는 검표원과, 검표는 물론 지하철 내 범죄를 수사하고, 비상시에 출동할 수 있는 전임경찰관(Special Constable)이 존재한다. 이들은 1997년에 토론토 교통국 산하에 설치된 대중교통단속부(Transit Enforcement Unit) 소속이다.
전임경찰관은 온타리오주 경찰법에 따라 토론토경찰위원회에서 일부 경찰 권한을 위임받은 대중교통 단속원으로, 토론토 교통국 소유지 내에서 캐나다 형법과 마약 및 약물 규제법, 온타리오주 주류 면허법 및 사유지 무단침입법에 따른 위법 사항을 단속할 수 있는 권한이 있다. 검표원은 토론토 교통국의 내부 규칙 및 온타리오주 사유지 무단침입법에 따른 위법 사항을 단속할 수 있는 권한이 있으며, 주로 무임승차나 부정승차 등을 단속한다.
토론토 교통국은 또한 검표원과 전임경찰을 포함한 단속원에 대한 민원을 접수하는 담당 기관이 있으며, 이 기관은 TTC의 다른 기관과는 독립적으로 운영한다. TTC 검표원과 전임경찰에 대한 민원은 교통국의 고객센터나 담당 기관의 이메일을 통해 제기할 수 있다.

## 미래 계획

### 지하철 연장

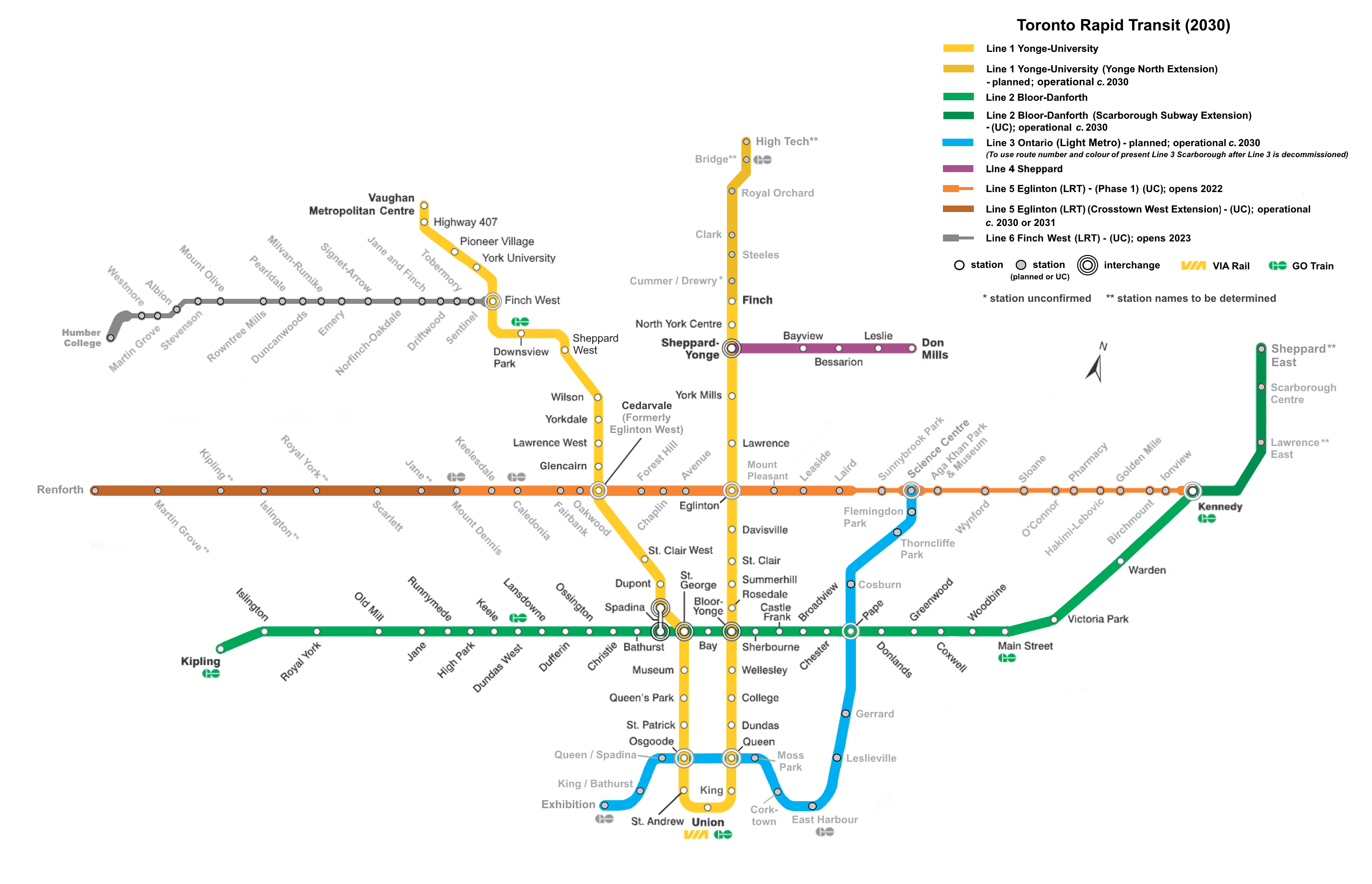
현재 지어지고 있는 모든 노선이 완공된 때를 반영한 미래 지하철 노선도

2019년 4월 10일, 더그 포드 온타리오주 주지사가 토론토 시내의 엑시비션역에서 사이언스 센터역까지 15.5km의 지하철 노선인 온타리오선 건설 계획을 발표하였다. 서부 종착역인 엑시비션역에서는 레이크쇼어 웨스트선 통근열차로, 이후 퀸 스트리트를 따라 오스구드역과 퀸역에서 1호선 영-유니버시티와 환승이 가능하고, 추후 지어질 이스트하버역에서는 GO 트랜싯의 레이크쇼어 이스트선과 스토우빌선으로, 페이프역에서는 2호선 블루어-댄포스로도 환승이 가능하며, 동부 종착역인 사이언스 센터역에서는 곧 개통을 앞두고 있는 5호선 에글린턴과 환승이 가능하다. 2027년에 개통을 앞둘 예정이었던 이 노선은 2030년으로 예정일이 미루어졌다. 온타리오선은 2027년 3월 27일에 착공하였다.
에글린턴 애비뉴를 따라 지어지는 5호선 에글린턴의 1단계 구간인 마운트데니스역에서 케네디역까지는 2011년에 착공하여 2024년 현재도 개통을 기다리고 있다. 2단계 구간은 마운트데니스역에서 서부로 렌포스역까지 연장할 예정으로, 이 구간은 2021년 7월에 착공하였다.
1호선 영 지하철을 현재 핀치역에서 리치먼드힐에 있는 7번 도로까지 연장하는 계획이 현재 추진 중이다. 이 연장안은 2007년 당시 온타리오주에서 내놓은 대중교통 계획인 무브온타리오 2020 계획안에 반영되었는데, 이 노선의 문제는 1호선이 이미 포화 상태라서 이 노선을 연장하려면 다운타운 릴리프선이나 스마트트랙과 같은 우회 노선이 필요하다고 지적하였다. 2020년, 온타리오 주정부와 요크 지역은 영 지하철을 연장하기로 합의하고 이 연장 구간은 2030년에 개통을 목표로 하고 있다.
스카버러 지하철 연장은 2호선 블루어-댄포스를 동쪽으로 연장하여 폐선된 3호선 스카버러를 대체하는 계획이다. 2013년 10월 8일, 토론토 시의회는 수명이 다 되어가는 3호선을 경전철로 대체할 지 중전철로 대체할 지 고민하였다. 2014년, 시의회는 2호선을 스카버러 타운 센터로 연장하여 3호선을 폐선할 계획을 세웠다. 2019년, 온타리오주는 이 계획을 변경하여 매코원 로드와 셰퍼드 애비뉴까지 총 세 정거장을 연장하는 방안으로 가닥을 잡았다. 스카버러 지하철 연장은 2021년 6월 23일에 착공하였고, 2029년이나 2030년에 개통을 목표로 하고 있다.
핀치 애비뉴를 따라 핀치 웨스트역에서 험버 대학까지 이어지는 경전철 노선인 6호선 핀치 웨스트는 2019년에 착공하여 2024년에 개통을 앞두고 있다.
이 외에도 4호선 셰퍼드를 셰퍼드 애비뉴를 따라 돈밀스역에서 매코원 로드까지 연장하여 2호선 스카버러 지하철 연장 구간으로 갈아탈 수 있도록 하는 방안도 제시되었는데, 더그 포드 주지사는 2019년 4월에 이 계획에 자금을 지원할 계획이 있음을 밝혔다. 이후 2020년 2월에 메트로링스는 셰퍼드 지하철을 셰퍼드-영역에서 셰퍼드 웨스트역까지 연장하는 방안을 포함하였고, 2023년 11월, 메트로링스는 4호선을 매코원 로드에서 메도우베일 로드까지 연장하는 방안도 염두하였다.
토론토시는 케네디역에서 맬번까지 5호선 에글린턴과는 별개로 에글린턴 이스트 경전철을 지을 계획을 세웠으며, 이 노선은 GO 트랜싯의 에글린턴과 길드우드역은 물론 토론토 대학교 스카버러 캠퍼스에도 정차하는 계획이다.

### 전차 연장
토론토시는 토론토의 호숫가 지역인 이스트베이프론트와 포트랜즈 지역의 개발을 위해 유니언역에서 베이 스트리트, 퀸스키, 체리 스트리트를 따라 빌리어스섬까지 노면전차 노선을 건설하는 방안을 계획하고 있다. 이 사업은 토론토시가 호숫가 발전을 담당하는 공공 단체인 워터프론트 토론토와 토론토 교통국과 더불어 같이 계획하고 있으며, 2023년 4월 기준 이 사업은 설계가 30% 완료된 상태이다. 이 사업을 위해 기존 유니언역 노면전차 종점과 퀸스키역을 확장하는 방안이 거론되고 있다.

### 버스 계획
요크 지역의 비바나, 미시소가의 미시소가 트랜짓웨이, 더럼 지역의 펄스와 같이 토론토 외곽 지역의 지자체는 간선급행버스체계(BRT)를 계획했던 반면 토론토는 버스전용차로나 BRT에 있어서 비교적 소극적이였다. 하지만 2020년 7월, 토론토 교통국은 5개년 서비스 계획과 10개년 미래계획을 수립하면서 버스전용차로를 설치하는 방안이 계획에 수렴되었다. 래피드TO(RapidTO)라고 불리는 이 계획안에는 에글린턴 애비뉴 이스트, 제인 스트리트, 더퍼린 스트리트, 핀치 애비뉴 이스트, 스틸즈 애비뉴 웨스트에 순차적으로 버스전용차로를 설치하는 방안이 거론되었고, 2020년 10월에 총 8.5km 구간의 24시간 버스전용차로가 에글린턴 애비뉴, 킹스턴 로드, 모닝사이드 애비뉴를 따라 브림리 로드에서 토론토 대학교 스카버러 캠퍼스까지 조성되었다. 이와 동시에 토론토시는 제인 스트리트에도 버스전용차로를 조성하는 방안을 추진하고 있다.

## 같이 보기
- 지하철 목록
- 메트로링스

## 참고 문헌
- Colton, Timothy J. (1980). 《Big Daddy: Frederick G. Gardiner and the Building of Metropolitan Toronto》 ["빅 대디", 프레데릭 G. 가디너와 토론토 통합시의 설립]. 토론토: University of Toronto Press. ISBN 0-8020-2393-2. OCLC 992454302.
- Filey, Mike (1997). 《The TTC Story: The First Seventy-Five Years》 [TTC 이야기: 첫 75년]. 토론토: Dundurn Press. ISBN 1282809032. OCLC 244770282.
- Hood, J. William (1986). 《The Toronto Civic Railways》 [토론토시립철도]. Upper Canada Railway Society. 1, 6쪽. ISBN 0-921429-07-X. OCLC 18873796.
- Joy, Meghan; Vogel, Ronald K. (2015년 7월 17일). “Toronto's governance crisis: A global city under pressure” [토론토의 거버넌스 사태: 압력을 받고 있는 글로벌 도시] (PDF). 《Cities》 (영어) (토론토: Elsevier). ISSN 0264-2751. 2024년 4월 14일에 확인함.
- Kyer, Clifford Ian (2015). 《A thirty years' war: the failed public/private partnership that spurred the creation of the Toronto Transit Commission, 1891-1921》 [30년 전쟁: 토론토 교통국의 설립으로 이어진 실패한 민관 합동 (1891-1921년)] (영어). 토론토: Osgoode Society for Canadian Legal History. ISBN 9781552214084. OCLC 920469320.
- Partridge, Larry (1983). 《Mind the Doors, Please! The Story of Toronto and Its Streetcars》 [문 조심하세요! 토론토와 노면 전차 이야기] (영어). 에린 (온타리오주): Boston Mills Press. ISBN 0-919822-62-2. OCLC 10255551.
- Pursley, Louis H. (1958). 《Street Railways of Toronto: 1861–1921》 [토론토의 노면 철도: 1861-1921년] (영어). 로스앤젤레스: Interurbans Press. OCLC 841629282.
- Pursley, Louis H. (1961). 《The Toronto Trolley Car Story, 1921-1961》 [토론토의 트롤리버스 이야기, 1921-1961년] (영어). 로스앤젤레스: Interurbans Press. OCLC 8033199.
- Stamp, Robert M. (1989). 《Riding the Radials: Toronto's Suburban Electric Streetcar Lines》 [교외 전차에 오르다: 토론토의 교외 전차 노선] (영어). 에린 (온타리오주): Boston Mills Press. ISBN 1550460080. OCLC 20266052.
- Stren, Richard; Rae, Eleanor; Cunningham, Frank; Feldman, Lionel; Eidelman, Gabriel; Moore, Aaron; Sancton, Andrew; Sorensen, André; Valverde, Mariana (2010년 5월 12일). “The Governance of Toronto: Challenges of Size and Complexity” [토론토 거버넌스, 크기와 복잡함의 문제] (PDF). 《토론토 대학교》 (영어). 토론토: University of Toronto. 2024년 4월 14일에 확인함.
- Wang, Jason Edwin (2014년 5월 7일). “The Missing Link of Metrolinx:Examining the Regional Governance of Transit Planning in the Greater Toronto and Hamilton Area” [메트로링스의 빠진 고리: 광역 토론토 및 해밀턴 지역의 광역교통계획 거버넌스를 살펴보다]. 《Public and International Affairs》 (영어) (오타와: University of Ottawa). 2024년 4월 14일에 확인함.